# Lista reprezentantów Irlandii w rugby union mężczyzn
Lista reprezentantów Irlandii w rugby union – lista zawodników, którzy reprezentowali Irlandię w przynajmniej jednym oficjalnym meczu międzypaństwowym. Stan po zakończeniu Pucharu Sześciu Narodów 2013.
Na pierwszym miejscu punkty Irlandii.
| Numer | Zawodnik              | Debiut (przeciwnik, wynik, miasto, data)                           | Ostatni mecz (przeciwnik, miasto, data)                     | Testmecze (Punkty) | Źródła |
| ----- | --------------------- | ------------------------------------------------------------------ | ----------------------------------------------------------- | ------------------ | ------ |
| 1     | William Allen         | Anglia, 0:2, Londyn, 15 lutego 1875                                | Anglia, 0:2, Londyn, 15 lutego 1875                         | 1(0)               |        |
| 2     | George Andrews        | Anglia, 0:2, Londyn, 15 lutego 1875                                | Anglia, 0:1, Dublin, 13 grudnia 1875                        | 2(0)               |        |
| 3     | W.H. Ash              | Anglia, 0:2, Londyn, 15 lutego 1875                                | Szkocja, 0:6, Belfast, 19 lutego 1877                       | 3(0)               |        |
| 4     | Maurice Barlow        | Anglia, 0:2, Londyn, 15 lutego 1875                                | Anglia, 0:2, Londyn, 15 lutego 1875                         | 1(0)               |        |
| 5     | Richard Bell          | Anglia, 0:2, Londyn, 15 lutego 1875                                | Anglia, 0:1, Dublin, 13 grudnia 1875                        | 2(0)               |        |
| 6     | Brabazon Casement     | Anglia, 0:2, Londyn, 15 lutego 1875                                | Anglia, 0:3, Londyn, 24 marca 1879                          | 3(0)               |        |
| 7     | Abram Combe           | Anglia, 0:2, Londyn, 15 lutego 1875                                | Anglia, 0:2, Londyn, 15 lutego 1875                         | 1(0)               |        |
| 8     | Henry Cox             | Anglia, 0:2, Londyn, 15 lutego 1875                                | Szkocja, 0:6, Belfast, 19 lutego 1877                       | 4(0)               |        |
| 9     | Abraham Cronyn        | Anglia, 0:2, Londyn, 15 lutego 1875                                | Szkocja, 0:3, Glasgow, 14 lutego 1880                       | 3(0)               |        |
| 10    | William Gaffikin      | Anglia, 0:2, Londyn, 15 lutego 1875                                | Anglia, 0:2, Londyn, 15 lutego 1875                         | 1(0)               |        |
| 11    | Edgar Galbraith       | Anglia, 0:2, Londyn, 15 lutego 1875                                | Anglia, 0:2, Londyn, 15 lutego 1875                         | 1(0)               |        |
| 12    | Richard Galbraith     | Anglia, 0:2, Londyn, 15 lutego 1875                                | Anglia, 0:2, Londyn, 5 lutego 1877                          | 3(0)               |        |
| 13    | Francis Hewson        | Anglia, 0:2, Londyn, 15 lutego 1875                                | Anglia, 0:2, Londyn, 15 lutego 1875                         | 1(0)               |        |
| 14    | James McDonald        | Anglia, 0:2, Londyn, 15 lutego 1875                                | Szkocja, 0:2, Edynburg, 16 lutego 1884                      | 13(0)              |        |
| 15    | Edward McIlwaine      | Anglia, 0:2, Londyn, 15 lutego 1875                                | Anglia, 0:1, Dublin, 13 grudnia 1875                        | 2(0)               |        |
| 16    | Robert Maginiss       | Anglia, 0:2, Londyn, 15 lutego 1875                                | Anglia, 0:1, Dublin, 13 grudnia 1875                        | 2(0)               |        |
| 17    | John Myles            | Anglia, 0:2, Londyn, 15 lutego 1875                                | Anglia, 0:2, Londyn, 15 lutego 1875                         | 1(0)               |        |
| 18    | George Stack          | Anglia, 0:2, Londyn, 15 lutego 1875                                | Anglia, 0:2, Londyn, 15 lutego 1875                         | 1(0)               |        |
| 19    | Robert Walkington     | Anglia, 0:2, Londyn, 15 lutego 1875                                | Szkocja, 0:0, Glasgow, 18 lutego 1882                       | 10(0)              |        |
| 20    | Henry Walsh           | Anglia, 0:2, Londyn, 15 lutego 1875                                | Anglia, 0:1, Dublin, 13 grudnia 1875                        | 2(0)               |        |
| 21    | David Arnott          | Anglia, 0:1, Dublin, 13 grudnia 1875                               | Anglia, 0:1, Dublin, 13 grudnia 1875                        | 1(0)               |        |
| 22    | Tim Cuscaden          | Anglia, 0:1, Dublin, 13 grudnia 1875                               | Anglia, 0:1, Dublin, 13 grudnia 1875                        | 1(0)               |        |
| 23    | William Finlay        | Anglia, 0:1, Dublin, 13 grudnia 1875                               | Szkocja, 0:0, Glasgow, 18 lutego 1882                       | 8(0)               |        |
| 24    | R. Greer              | Anglia, 0:1, Dublin, 13 grudnia 1875                               | Anglia, 0:1, Dublin, 13 grudnia 1875                        | 1(0)               |        |
| 25    | Edward Hobson         | Anglia, 0:1, Dublin, 13 grudnia 1875                               | Anglia, 0:1, Dublin, 13 grudnia 1875                        | 1(0)               |        |
| 26    | John Ireland          | Anglia, 0:1, Dublin, 13 grudnia 1875                               | Szkocja, 0:6, Belfast, 19 lutego 1877                       | 2(0)               |        |
| 27    | Hamilton Moore        | Anglia, 0:1, Dublin, 13 grudnia 1875                               | Szkocja, 0:6, Belfast, 19 lutego 1877                       | 2(0)               |        |
| 28    | Ashley Westby         | Anglia, 0:1, Dublin, 13 grudnia 1875                               | Anglia, 0:1, Dublin, 13 grudnia 1875                        | 1(0)               |        |
| 29    | H. Brown              | Anglia, 0:2, Londyn, 5 lutego 1877                                 | Anglia, 0:2, Londyn, 5 lutego 1877                          | 1(0)               |        |
| 30    | Thomas Brown          | Anglia, 0:2, Londyn, 5 lutego 1877                                 | Szkocja, 0:6, Belfast, 19 lutego 1877                       | 2(0)               |        |
| 31    | Henry Edwards         | Anglia, 0:2, Londyn, 5 lutego 1877                                 | Anglia, 0:2, Dublin, 11 marca 1878                          | 2(0)               |        |
| 32    | Thomas Gordon         | Anglia, 0:2, Londyn, 5 lutego 1877                                 | Anglia, 0:2, Londyn, 5 lutego 1877                          | 1(0)               |        |
| 33    | William Hamilton      | Anglia, 0:2, Londyn, 5 lutego 1877                                 | Anglia, 0:2, Londyn, 5 lutego 1877                          | 1(0)               |        |
| 34    | Harry Jackson         | Anglia, 0:2, Londyn, 5 lutego 1877                                 | Anglia, 0:2, Londyn, 5 lutego 1877                          | 1(0)               |        |
| 35    | Hugh Kelly            | Anglia, 0:2, Londyn, 5 lutego 1877                                 | Szkocja, 0:3,Glasgow, 14 lutego 1880                        | 8(0)               |        |
| 36    | Frederick Kidd        | Anglia, 0:2, Londyn, 5 lutego 1877                                 | Anglia, 0:2, Dublin, 11 marca 1878                          | 3(0)               |        |
| 37    | Augustus Whitestone   | Anglia, 0:2, Londyn, 5 lutego 1877                                 | Szkocja, 0:1, Glasgow, 17 lutego 1883                       | 5(0)               |        |
| 38    | William Wilson        | Anglia, 0:2, Londyn, 5 lutego 1877                                 | Szkocja, 0:6, Belfast, 19 lutego 1877                       | 2(0)               |        |
| 39    | J. Currell            | Szkocja, 0:6, Belfast, 19 lutego 1877                              | Szkocja, 0:6, Belfast, 19 lutego 1877                       | 1(0)               |        |
| 40    | James Heron           | Szkocja, 0:6, Belfast, 19 lutego 1877                              | Anglia, 0:3, Londyn, 24 marca 1879                          | 2(0)               |        |
| 41    | Henry Murray          | Szkocja, 0:6, Belfast, 19 lutego 1877                              | Anglia, 0:3, Londyn, 24 marca 1879                          | 3(0)               |        |
| 42    | Garvett Shaw          | Szkocja, 0:6, Belfast, 19 lutego 1877                              | Szkocja, 0:6, Belfast, 19 lutego 1877                       | 1(0)               |        |
| 43    | Edward Croker         | Anglia, 0:2, Dublin, 11 marca 1878                                 | Anglia, 0:2, Dublin, 11 marca 1878                          | 1(0)               |        |
| 44    | George Fagan          | Anglia, 0:2, Dublin, 11 marca 1878                                 | Anglia, 0:2, Dublin, 11 marca 1878                          | 1(0)               |        |
| 45    | W. Griffiths          | Anglia, 0:2, Dublin, 11 marca 1878                                 | Anglia, 0:2, Dublin, 11 marca 1878                          | 1(0)               |        |
| 46    | Barney Hughes         | Anglia, 0:2, Dublin, 11 marca 1878                                 | Anglia, 0:0, Dublin, 6 lutego 1886                          | 12(0)              |        |
| 47    | R.N. Matier           | Anglia, 0:2, Dublin, 11 marca 1878                                 | Szkocja, 0:2, Belfast 17 lutego 1879                        | 2(0)               |        |
| 48    | William Moore         | Anglia, 0:2, Dublin, 11 marca 1878                                 | Anglia, 0:2, Dublin, 11 marca 1878                          | 1(0)               |        |
| 49    | Frederick Schute      | Anglia, 0:2, Dublin, 11 marca 1878                                 | Anglia, 0:3, Londyn, 24 marca 1879                          | 2(0)               |        |
| 50    | Arthur Archer         | Szkocja, 0:2, Belfast, 17 lutego 1879                              | Szkocja, 0:2, Belfast, 17 lutego 1879                       | 1(0)               |        |
| 51    | John Bagot            | Szkocja, 0:2, Belfast, 17 lutego 1879                              | Szkocja, 1:0, Belfast, 19 lutego 1881                       | 5(1)               |        |
| 52    | William Cummins       | Szkocja, 0:2, Belfast, 17 lutego 1879                              | Anglia, 0:0, Dublin, 6 lutego 1882                          | 3(0)               |        |
| 53    | William Goulding      | Szkocja, 0:2, Belfast, 17 lutego 1879                              | Szkocja, 0:2, Belfast, 17 lutego 1879                       | 1(0)               |        |
| 54    | Thomas Harrison       | Szkocja, 0:2, Belfast, 17 lutego 1879                              | Anglia, 0:2, Manchester, 5 lutego 1886                      | 3(0)               |        |
| 55    | William Neville       | Szkocja, 0:2, Belfast, 17 lutego 1879                              | Anglia, 0:3, Londyn, 24 marca 1879                          | 2(0)               |        |
| 56    | Henry Purdon          | Szkocja, 0:2, Belfast, 17 lutego 1879                              | Szkocja, 1:0, Belfast, 19 lutego 1881                       | 5(0)               |        |
| 57    | George Scriven        | Szkocja, 0:2, Belfast, 17 lutego 1879                              | Szkocja 0:1, Belfast, 17 lutego 1883                        | 8(0)               |        |
| 58    | John Taylor           | Szkocja, 0:2, Belfast, 17 lutego 1879                              | Szkocja 0:1, Belfast, 17 lutego 1883                        | 8(0)               |        |
| 59    | James Bristow         | Anglia, 0:3, Londyn, 24 marca 1879                                 | Anglia, 0:3, Londyn, 24 marca 1879                          | 1(0)               |        |
| 60    | John Cuppaidge        | Anglia, 0:3, Londyn, 24 marca 1879                                 | Szkocja, 0:3, Glasgow, 14 lutego 1880                       | 3(0)               |        |
| 61    | Jack Keon             | Anglia, 0:3, Londyn, 24 marca 1879                                 | Anglia, 0:3, Londyn, 24 marca 1879                          | 1(0)               |        |
| 62    | William Pike          | Anglia, 0:3, Londyn, 24 marca 1879                                 | Szkocja, 0:1, Belfast, 17 lutego 1883                       | 5(0)               |        |
| 63    | W.J. Willis           | Anglia, 0:3, Londyn, 24 marca 1879                                 | Anglia, 0:3, Londyn, 24 marca 1879                          | 1(0)               |        |
| 64    | Arthur Forrest        | Anglia, 0:1, Dublin, 2 lutego 1880                                 | Szkocja, 0:1, Edynburg, 7 marca 1885                        | 8(0)               |        |
| 65    | W.T. Heron            | Anglia, 0:1, Dublin, 2 lutego 1880                                 | Szkocja, 0:3, Glasgow, 14 lutego 1880                       | 1(0)               |        |
| 66    | Meredith Johnston     | Anglia, 0:1, Dublin, 2 lutego 1880                                 | Anglia, 0:0, Dublin, 6 lutego 1886                          | 8(0)               |        |
| 67    | Francis Kennedy       | Anglia, 0:1, Dublin, 2 lutego 1880                                 | Walia, 0:2, Dublin, 28 stycznia 1882                        | 3(0)               |        |
| 68    | Alfred Miller         | Anglia, 0:1, Dublin, 2 lutego 1880                                 | Anglia, 0:1, Manchester, 5 lutego 1883                      | 3(0)               |        |
| 69    | William Wallis        | Szkocja, 0:3, Glasgow, 14 lutego 1880                              | Szkocja, 0:1, Belfast 17 lutego 1883                        | 5(0)               |        |
| 70    | David Browning        | Anglia, 0:2, Manchester, 5 lutego 1881                             | Szkocja, 1:0, Belfast, 19 lutego 1881                       | 2(0)               |        |
| 71    | John Burkitt          | Anglia, 0:2, Manchester, 5 lutego 1881                             | Anglia, 0:2, Manchester, 5 lutego 1881                      | 1(0)               |        |
| 72    | Alfred MacMullen      | Anglia, 0:2, Manchester, 5 lutego 1881                             | Szkocja, 1:0, Belfast, 19 lutego 1881                       | 2(0)               |        |
| 73    | Jones Morell          | Anglia, 0:2, Manchester, 5 lutego 1881                             | Anglia, 0:0, Dublin, 6 lutego 1882                          | 2(0)               |        |
| 74    | William Peirce        | Anglia, 0:2, Manchester, 5 lutego 1881                             | Anglia, 0:2, Manchester, 5 lutego 1881                      | 1(0)               |        |
| 75    | Henry Spunner         | Anglia, 0:2, Manchester, 5 lutego 1881                             | Walia, 0:1, Cardiff, 12 kwietnia 1884                       | 3(0)               |        |
| 76    | Jack Johnston         | Szkocja, 1:0, Belfast, 19 lutego 1881                              | Walia, 0:1, Birkenhead, 12 marca 1887                       | 8(0)               |        |
| 77    | Robert McLean         | Szkocja, 1:0, Belfast, 19 lutego 1881                              | Szkocja, Niedokończony, Belfast, 21 lutego 1885             | 10(0)              |        |
| 78    | Joseph Atkinson       | Walia, 0:2, Dublin, 28 stycznia 1882                               | Szkocja, 0:0, Glasgow, 18 lutego 1882                       | 2(0)               |        |
| 79    | Gerrard Bent          | Walia, 0:2, Dublin, 28 stycznia 1882                               | Anglia, 0:0, Dublin, 6 lutego 1882                          | 2(0)               |        |
| 80    | Arthur Downing        | Walia, 0:2, Dublin, 28 stycznia 1882                               | Walia, 0:2, Dublin, 28 stycznia 1882                        | 1(0)               |        |
| 81    | William Fletcher      | Walia, 0:2, Dublin, 28 stycznia 1882                               | Anglia, 0:1, Manchester, 5 lutego 1883                      | 3(0)               |        |
| 82    | Ernest Greene         | Walia, 0:2, Dublin, 28 stycznia 1882                               | Anglia, 0:0, Dublin, 6 lutego 1886                          | 4(0)               |        |
| 83    | Frederick Heuston     | Walia, 0:2, Dublin, 28 stycznia 1882                               | Szkocja, 0:1, Belfast 17 lutego 1883                        | 3(0)               |        |
| 84    | John Kennedy          | Walia, 0:2, Dublin, 28 stycznia 1882                               | Walia, 0:1, Cardiff, 12 kwietnia 1884                       | 2(0)               |        |
| 85    | Ted McCarthy          | Walia, 0:2, Dublin, 28 stycznia 1882                               | Walia, 0:2, Dublin, 28 stycznia 1882                        | 1(0)               |        |
| 86    | Tom McCarthy          | Walia, 0:2, Dublin, 28 stycznia 1882                               | Walia, 0:2, Dublin, 28 stycznia 1882                        | 1(0)               |        |
| 87    | Bob Thompson          | Walia, 0:2, Dublin, 28 stycznia 1882                               | Walia, 0:2, Dublin, 28 stycznia 1882                        | 1(0)               |        |
| 88    | Thomas Johnson-Smyth  | Anglia, 0:0, Dublin, 6 lutego 1882                                 | Anglia, 0:0, Dublin, 6 lutego 1882                          | 1(0)               |        |
| 89    | Robert Nelson         | Anglia, 0:0, Dublin, 6 lutego 1882                                 | Szkocja, 0:4, Edynburg, 20 lutego 1886                      | 4(0)               |        |
| 90    | Oliver Stokes         | Anglia, 0:0, Dublin, 6 lutego 1882                                 | Anglia, 0:0, Dublin, 4 lutego 1884                          | 2(0)               |        |
| 91    | Edward Wolfe          | Anglia, 0:0, Dublin, 6 lutego 1882                                 | Anglia, 0:0, Dublin, 6 lutego 1882                          | 1(0)               |        |
| 92    | John Buchanan         | Szkocja, 0:0, Glasgow, 18 lutego 1882                              | Szkocja, 0:2, Edynburg, 16 lutego 1884                      | 3(0)               |        |
| 93    | Robert Morrow         | Szkocja, 0:0, Glasgow, 18 lutego 1882                              | Szkocja, 0:1, Edynburg, 10 marca 1888                       | 10(0)              |        |
| 94    | Alexander O’Sullivan  | Szkocja, 0:0, Glasgow, 18 lutego 1882                              | Szkocja, 0:0, Glasgow, 18 lutego 1882                       | 1(0)               |        |
| 95    | Joseph Pedlow         | Szkocja, 0:0, Glasgow, 18 lutego 1882                              | Walia, 0:1, Cardiff, 12 kwietnia 1884                       | 2(0)               |        |
| 96    | Stewart Bruce         | Anglia, 0:1, Manchester, 5 lutego 1883                             | Anglia, 0:0, Dublin, 4 lutego 1884                          | 3(0)               |        |
| 97    | Henry King            | Anglia, 0:1, Manchester, 5 lutego 1883                             | Szkocja, 0:1, Belfast 17 lutego 1883                        | 2(0)               |        |
| 98    | Frank Moore           | Anglia, 0:1, Manchester, 5 lutego 1883                             | Anglia, 0:0, Dublin, 4 lutego 1884                          | 4(0)               |        |
| 99    | Rowland Scovell       | Anglia, 0:1, Manchester, 5 lutego 1883                             | Anglia, 0:0, Dublin, 4 lutego 1884                          | 2(0)               |        |
| 100   | Peyton Warren         | Anglia, 0:1, Manchester, 5 lutego 1883                             | Anglia, 0:1, Manchester, 5 lutego 1883                      | 1(0)               |        |
| 101   | Samuel Collier        | Szkocja, 0:1, Belfast 17 lutego 1883                               | Szkocja, 0:1, Belfast 17 lutego 1883                        | 1(0)               |        |
| 102   | Henry Brabazon        | Anglia, 0:0, Dublin, 4 lutego 1884                                 | Anglia, 0:0, Dublin, 6 lutego 1886                          | 3(0)               |        |
| 103   | William Higgin        | Anglia, 0:0, Dublin, 4 lutego 1884                                 | Szkocja, 0:2, Edynburg, 16 lutego 1884                      | 2(0)               |        |
| 104   | Francis Levis         | Anglia, 0:0, Dublin, 4 lutego 1884                                 | Anglia, 0:0, Dublin, 4 lutego 1884                          | 1(0)               |        |
| 105   | Daniel Ross           | Anglia, 0:0, Dublin, 4 lutego 1884                                 | Szkocja, 0:4, Edynburg, 20 lutego 1886                      | 5(0)               |        |
| 106   | William Rutherford    | Anglia, 0:0, Dublin, 4 lutego 1884                                 | Walia, 2:0, Dublin, 3 marca 1888                            | 6(0)               |        |
| 107   | Alexander Gordon      | Szkocja, 0:2, Edynburg, 16 lutego 1884                             | Szkocja, 0:2, Edynburg, 16 lutego 1884                      | 1(0)               |        |
| 108   | Thomas Hobbs          | Szkocja, 0:2, Edynburg, 16 lutego 1884                             | Anglia, 0:0, Manchester, 7 lutego 1885                      | 2(0)               |        |
| 109   | Walter Kelly          | Szkocja, 0:2, Edynburg, 16 lutego 1884                             | Szkocja, 0:2, Edynburg, 16 lutego 1884                      | 1(0)               |        |
| 110   | Lewis McIntosh        | Szkocja, 0:2, Edynburg, 16 lutego 1884                             | Szkocja, 0:2, Edynburg, 16 lutego 1884                      | 1(0)               |        |
| 111   | Forbes Maguire        | Szkocja, 0:2, Edynburg, 16 lutego 1884                             | Szkocja, 0:2, Edynburg, 16 lutego 1884                      | 1(0)               |        |
| 112   | John O’Sullivan       | Szkocja, 0:2, Edynburg, 16 lutego 1884                             | Szkocja, 0:2, Belfast, 19 lutego 1887                       | 2(0)               |        |
| 113   | George Wheeler        | Szkocja, 0:2, Edynburg, 16 lutego 1884                             | Anglia, 0:0, Manchester, 7 lutego 1885                      | 2(0)               |        |
| 114   | William Collis        | Walia, 0:1, Cardiff, 12 kwietnia 1884                              | Walia, 0:1, Cardiff, 12 kwietnia 1884                       | 1(0)               |        |
| 115   | Herbert Cook          | Walia, 0:1, Cardiff, 12 kwietnia 1884                              | Walia, 0:1, Cardiff, 12 kwietnia 1884                       | 1(0)               |        |
| 116   | John Fitzgerald       | Walia, 0:1, Cardiff, 12 kwietnia 1884                              | Walia, 0:1, Cardiff, 12 kwietnia 1884                       | 1(0)               |        |
| 117   | William Hallaran      | Walia, 0:1, Cardiff, 12 kwietnia 1884                              | Walia, 0:1, Cardiff, 12 kwietnia 1884                       | 1(0)               |        |
| 118   | A.J. Hamilton         | Walia, 0:1, Cardiff, 12 kwietnia 1884                              | Walia, 0:1, Cardiff, 12 kwietnia 1884                       | 1(0)               |        |
| 119   | Walter Johnston       | Walia, 0:1, Cardiff, 12 kwietnia 1884                              | Walia, 0:1, Cardiff, 12 kwietnia 1884                       | 1(0)               |        |
| 120   | Charles Jordan        | Walia, 0:1, Cardiff, 12 kwietnia 1884                              | Walia, 0:1, Cardiff, 12 kwietnia 1884                       | 1(0)               |        |
| 121   | John McDaniel         | Walia, 0:1, Cardiff, 12 kwietnia 1884                              | Walia, 0:1, Cardiff, 12 kwietnia 1884                       | 1(0)               |        |
| 122   | Frederick Moore       | Walia, 0:1, Cardiff, 12 kwietnia 1884                              | Szkocja, 0:4, Edynburg, 20 lutego 1886                      | 4(0)               |        |
| 123   | Lambert Moyers        | Walia, 0:1, Cardiff, 12 kwietnia 1884                              | Walia, 0:1, Cardiff, 12 kwietnia 1884                       | 1(0)               |        |
| 124   | T.C. Allen            | Anglia, 0:0, Manchester, 7 lutego 1885                             | Szkocja, Niedokończony, Belfast, 21 lutego 1885             | 2(0)               |        |
| 125   | Robert Bradshaw       | Anglia, 0:0, Manchester, 7 lutego 1885                             | Szkocja, 0:1, Belfast, 7 marca 1885                         | 3(0)               |        |
| 126   | Ernie Crawford        | Anglia, 0:0, Manchester, 7 lutego 1885                             | Szkocja, Niedokończony, Belfast, 21 lutego 1885             | 2(0)               |        |
| 127   | Thomas Lyle           | Anglia, 0:0, Manchester, 7 lutego 1885                             | Szkocja, 0:2, Belfast, 19 lutego 1887                       | 6(0)               |        |
| 128   | Harry Neill           | Anglia, 0:0, Manchester, 7 lutego 1885                             | Szkocja, 0:1, Edynburg, 10 marca 1888                       | 9(0)               |        |
| 129   | J.P. Ross             | Anglia, 0:0, Manchester, 7 lutego 1885                             | Szkocja, 0:4, Edynburg, 20 lutego 1886                      | 5(0)               |        |
| 130   | Thomas Shanahan       | Anglia, 0:0, Manchester, 7 lutego 1885                             | Szkocja, 0:1, Edynburg, 10 marca 1888                       | 6(0)               |        |
| 131   | Robert Warren         | Anglia, 0:0, Manchester, 7 lutego 1885                             | Anglia, 0:3, Blackheath, 15 marca 1890                      | 15(0)              |        |
| 132   | J.A. Thompson         | Szkocja, Niedokończony, Belfast, 21 lutego 1885                    | Szkocja, 0:1, Belfast, 7 marca 1885                         | 2(0)               |        |
| 133   | William Hogg          | Szkocja, 0:1, Belfast, 7 marca 1885                                | Szkocja, 0:1, Belfast, 7 marca 1885                         | 1(0)               |        |
| 134   | D.V. Hunter           | Szkocja, 0:1, Belfast, 7 marca 1885                                | Szkocja, 0:1, Belfast, 7 marca 1885                         | 1(0)               |        |
| 135   | Joseph Chambers       | Anglia, 0:0, Dublin, 6 lutego 1886                                 | Walia, 0:1, Birkenhead, 12 marca 1887                       | 5(0)               |        |
| 136   | Victor le Fanu        | Anglia, 0:0, Dublin, 6 lutego 1886                                 | Walia, 9:0, Dublin, 5 marca 1892                            | 11(0)              |        |
| 137   | R.H. Massy-Westropp   | Anglia, 0:0, Dublin, 6 lutego 1886                                 | Anglia, 0:0, Dublin, 6 lutego 1886                          | 1(0)               |        |
| 138   | Maxwell Carpendale    | Szkocja, 0:4, Edynburg, 20 lutego 1886                             | Szkocja, 0:1 Edynburg, 10 marca 1888                        | 4(1)               |        |
| 139   | Robert Herrick        | Szkocja, 0:4, Edynburg, 20 lutego 1886                             | Szkocja, 0:4, Edynburg, 20 lutego 1886                      | 1(0)               |        |
| 140   | J. McMordie           | Szkocja, 0:4, Edynburg, 20 lutego 1886                             | Szkocja, 0:4, Edynburg, 20 lutego 1886                      | 1(0)               |        |
| 141   | Francis Miller        | Szkocja, 0:4, Edynburg, 20 lutego 1886                             | Szkocja, 0:4, Edynburg, 20 lutego 1886                      | 1(0)               |        |
| 142   | J.F. Ross             | Szkocja, 0:4, Edynburg, 20 lutego 1886                             | Szkocja, 0:4, Edynburg, 20 lutego 1886                      | 1(0)               |        |
| 143   | Frank Stoker          | Szkocja, 0:4, Edynburg, 20 lutego 1886                             | Walia, 4:6, Llanelli, 7 marca 1891                          | 5(0)               |        |
| 144   | John Waites           | Szkocja, 0:4, Edynburg, 20 lutego 1886                             | Anglia, 0:9, Dublin, 7 lutego 1891                          | 7(0)               |        |
| 145   | John Dick             | Anglia, 0:2, Dublin, 5 lutego 1887                                 | Walia, 0:1, Birkenhead, 12 marca 1887                       | 3(0)               |        |
| 146   | John Macauley         | Anglia, 0:2, Dublin, 5 lutego 1887                                 | Szkocja, 0:2, Belfast, 19 lutego 1887                       | 2(0)               |        |
| 147   | James McLaughlin      | Anglia, 0:2, Dublin, 5 lutego 1887                                 | Szkocja, 0:1 Edynburg, 10 marca 1888                        | 4(0)               |        |
| 148   | Robert Montgomery     | Anglia, 0:2, Dublin, 5 lutego 1887                                 | Walia, 9:0, Dublin, 5 marca 1892                            | 5(0)               |        |
| 149   | Daniel Rambaut        | Anglia, 0:2, Dublin, 5 lutego 1887                                 | Walia, 2:0, Dublin, 3 marca 1888                            | 4(3)               |        |
| 150   | Robert Stevenson      | Anglia, 0:2, Dublin, 5 lutego 1887                                 | Walia, 0:2, Llanelli, 11 marca 1893                         | 14(0)              |        |
| 151   | Charles Tillie        | Anglia, 0:2, Dublin, 5 lutego 1887                                 | Szkocja, 0:1 Edynburg, 10 marca 1888                        | 4(0)               |        |
| 152   | Dolway Walkington     | Anglia, 0:2, Dublin, 5 lutego 1887                                 | Walia, 4:6, Llanelli, 7 marca 1891                          | 8(3)               |        |
| 153   | Edward Walshe         | Anglia, 0:2, Dublin, 5 lutego 1887                                 | Anglia, 0:4, Dublin, 4 lutego 1893                          | 7(4)               |        |
| 154   | Malcolm Moore         | Szkocja, 0:2, Belfast, 19 lutego 1887                              | Szkocja, 0:1 Edynburg, 10 marca 1888                        | 3(0)               |        |
| 155   | W. Davison            | Walia, 0:1, Birkenhead, 12 marca 1887                              | Walia, 0:1, Birkenhead, 12 marca 1887                       | 1(0)               |        |
| 156   | P.J. O’Connor         | Walia, 0:1, Birkenhead, 12 marca 1887                              | Walia, 0:1, Birkenhead, 12 marca 1887                       | 1(0)               |        |
| 157   | Thomas Taggart        | Walia, 0:1, Birkenhead, 12 marca 1887                              | Walia, 0:1, Birkenhead, 12 marca 1887                       | 1(0)               |        |
| 158   | William Ekin          | Walia, 2:0, Dublin, 3 marca 1888                                   | Szkocja, 0:1 Edynburg, 10 marca 1888                        | 2(0)               |        |
| 159   | Robert Mayne          | Walia, 2:0, Dublin, 3 marca 1888                                   | Szkocja, 0:1 Edynburg, 10 marca 1888                        | 2(0)               |        |
| 160   | James Moffatt         | Walia, 2:0, Dublin, 3 marca 1888                                   | Szkocja, 0:14, Belfast, 21 lutego 1891                      | 7(0)               |        |
| 161   | Ernest Stoker         | Walia, 2:0, Dublin, 3 marca 1888                                   | Szkocja, 0:1 Edynburg, 10 marca 1888                        | 2(0)               |        |
| 162   | William Morton        | Szkocja, 0:1 Edynburg, 10 marca 1888                               | Szkocja, 0:1 Edynburg, 10 marca 1888                        | 1(0)               |        |
| 163   | Alfred Walpole        | Szkocja, 0:1 Edynburg, 10 marca 1888                               | Nowa Zelandia Natives, 1:4, Dublin, 1 grudnia 1888          | 2(0)               |        |
| 164   | H.W. Andrews          | Nowa Zelandia Natives, 1:4, Dublin, 1 grudnia 1888                 | Walia, 0:0, Swansea, 2 marca 1889                           | 3(0)               |        |
| 165   | Michael Bulger        | Nowa Zelandia Natives, 1:4, Dublin, 1 grudnia 1888                 | Nowa Zelandia Natives, 1:4, Dublin, 1 grudnia 1888          | 1(0)               |        |
| 166   | Thomas Edwards        | Nowa Zelandia Natives, 1:4, Dublin, 1 grudnia 1888                 | Anglia, 0:4, Dublin, 4 lutego 1893                          | 6(0)               |        |
| 167   | Edmund Forrest        | Nowa Zelandia Natives, 1:4, Dublin, 1 grudnia 1888                 | Szkocja 3:8 Edynburg, 20 lutego 1897                        | 13(4)              |        |
| 168   | Joseph Jameson        | Nowa Zelandia Natives, 1:4, Dublin, 1 grudnia 1888                 | Szkocja, 0:0, Belfast, 18 lutego 1893                       | 7(0)               |        |
| 169   | John Lytle            | Nowa Zelandia Natives, 1:4, Dublin, 1 grudnia 1888                 | Walia, 3:0, Belfast, 10 marca 1894                          | 8(5)               |        |
| 170   | John O’Conor          | Nowa Zelandia Natives, 1:4, Dublin, 1 grudnia 1888                 | Walia, 8:4, Dublin, 14 marca 1896                           | 17(0)              |        |
| 171   | James Stevenson       | Nowa Zelandia Natives, 1:4, Dublin, 1 grudnia 1888                 | Szkocja, 0:1, Belfast, 16 lutego 1889                       | 2(0)               |        |
| 172   | David Woods           | Nowa Zelandia Natives, 1:4, Dublin, 1 grudnia 1888                 | Szkocja, 0:1, Belfast, 16 lutego 1889                       | 2(0)               |        |
| 173   | Thomas Donovan        | Szkocja, 0:1, Belfast, 16 lutego 1889                              | Szkocja, 0:1, Belfast, 16 lutego 1889                       | 1(0)               |        |
| 174   | Luke Holmes           | Szkocja, 0:1, Belfast, 16 lutego 1889                              | Walia, 0:0, Swansea, 2 marca 1889                           | 2(0)               |        |
| 175   | L.C. Nash             | Szkocja, 0:1, Belfast, 16 lutego 1889                              | Walia, 4:6, Llanelli, 7 marca 1891                          | 6(0)               |        |
| 176   | Thomas Pedlow         | Szkocja, 0:1, Belfast, 16 lutego 1889                              | Walia, 0:0, Swansea, 2 marca 1889                           | 2(0)               |        |
| 177   | Charles Stack         | Szkocja, 0:1, Belfast, 16 lutego 1889                              | Szkocja, 0:1, Belfast, 16 lutego 1889                       | 1(0)               |        |
| 178   | Robert Yeates         | Szkocja, 0:1, Belfast, 16 lutego 1889                              | Walia, 0:0, Swansea, 2 marca 1889                           | 2(0)               |        |
| 179   | John Cotton           | Walia, 0:0, Swansea, 2 marca 1889                                  | Walia, 0:0, Swansea, 2 marca 1889                           | 1(0)               |        |
| 180   | Robert Dunlop         | Walia, 0:0, Swansea, 2 marca 1889                                  | Walia, 3:0, Belfast, 10 marca 1894                          | 11(1)              |        |
| 181   | Alaster McDonnell     | Walia, 0:0, Swansea, 2 marca 1889                                  | Anglia, 0:9, Dublin, 7 lutego 1891                          | 4(0)               |        |
| 182   | Henry Richey          | Walia, 0:0, Swansea, 2 marca 1889                                  | Szkocja, 0:5, Edynburg, 22 lutego 1890                      | 2(0)               |        |
| 183   | William Davis         | Szkocja, 0:5, Edynburg, 22 lutego 1890                             | Szkocja, 0:6, Edynburg, 2 marca 1895                        | 9(0)               |        |
| 184   | Eddie Doran           | Szkocja, 0:5, Edynburg, 22 lutego 1890                             | Walia, 3:3, Dublin, 1 marca 1890                            | 2(0)               |        |
| 185   | Henry Gifford         | Szkocja, 0:5, Edynburg, 22 lutego 1890                             | Szkocja, 0:5, Edynburg, 22 lutego 1890                      | 1(0)               |        |
| 186   | Ralph Johnston        | Szkocja, 0:5, Edynburg, 22 lutego 1890                             | Anglia, 0:3, Blackheath, 15 marca 1890                      | 3(0)               |        |
| 187   | J. Roche              | Szkocja, 0:5, Edynburg, 22 lutego 1890                             | Walia, 9:0, Dublin, 5 marca 1892                            | 7(5)               |        |
| 188   | Hugh Galbraith        | Walia, 3:3, Dublin, 1 marca 1890                                   | Walia, 3:3, Dublin, 1 marca 1890                            | 1(0)               |        |
| 189   | Benjamin Tuke         | Anglia, 0:3, Blackheath, 15 marca 1890                             | Szkocja, 0:6, Edynburg, 2 marca 1895                        | 9(0)               |        |
| 190   | Sam Lee               | Anglia, 0:9, Dublin, 7 lutego 1891                                 | Anglia, 9:6, Richmond, 5 lutego 1898                        | 19(1)              |        |
| 191   | Charles Rooke         | Anglia, 0:9, Dublin, 7 lutego 1891                                 | Szkocja 3:8 Edynburg, 20 lutego 1897                        | 19(1)              |        |
| 192   | Edwin Cameron         | Szkocja, 0:14, Belfast, 21 lutego 1891                             | Walia, 4:6, Llanelli, 7 marca 1891                          | 2(0)               |        |
| 193   | George Collopy        | Szkocja, 0:14, Belfast, 21 lutego 1891                             | Szkocja, 0:2, Edynburg, 20 lutego 1892                      | 2(0)               |        |
| 194   | Edward Frazer         | Szkocja, 0:14, Belfast, 21 lutego 1891                             | Szkocja, 0:2, Edynburg, 20 lutego 1892                      | 2(0)               |        |
| 195   | Robert Stokes         | Szkocja, 0:14, Belfast, 21 lutego 1891                             | Walia, 4:6, Llanelli, 7 marca 1891                          | 2(0)               |        |
| 196   | H.G. Wells            | Szkocja, 0:14, Belfast, 21 lutego 1891                             | Szkocja, 5:0, Dublin, 24 lutego 1894                        | 4(3)               |        |
| 197   | Thomas Fogarty        | Walia, 4:6, Llanelli, 7 marca 1891                                 | Walia, 4:6, Llanelli, 7 marca 1891                          | 1(0)               |        |
| 198   | Robert Pedlow         | Walia, 4:6, Llanelli, 7 marca 1891                                 | Walia, 4:6, Llanelli, 7 marca 1891                          | 1(0)               |        |
| 199   | William Gardiner      | Anglia, 0:7, Manchester, 6 lutego 1892                             | Walia, 3:11, Limerick, 19 marca 1898                        | 17(6)              |        |
| 200   | T.J. Johnston         | Anglia, 0:7, Manchester, 6 lutego 1892                             | Anglia, 3:6, Dublin, 2 lutego 1895                          | 6(0)               |        |
| 201   | Thomas Peel           | Anglia, 0:7, Manchester, 6 lutego 1892                             | Walia, 9:0, Dublin, 5 marca 1892                            | 3(0)               |        |
| 202   | Robert Smith          | Anglia, 0:7, Manchester, 6 lutego 1892                             | Anglia, 0:7, Manchester, 6 lutego 1892                      | 1(0)               |        |
| 203   | Thomas Thornhill      | Anglia, 0:7, Manchester, 6 lutego 1892                             | Anglia, 0:4, Dublin, 4 lutego 1893                          | 4(0)               |        |
| 204   | Arthur Wallis         | Anglia, 0:7, Manchester, 6 lutego 1892                             | Walia, 0:2, Llanelli, 11 marca 1893                         | 5(0)               |        |
| 205   | Coo Clinch            | Szkocja, 0:2, Edynburg, 20 lutego 1892                             | Szkocja 3:8 Edynburg, 20 lutego 1897                        | 10(0)              |        |
| 206   | Frederick Davies      | Szkocja, 0:2, Edynburg, 20 lutego 1892                             | Walia, 0:2, Llanelli, 11 marca 1893                         | 5(2)               |        |
| 207   | Michael Egan          | Anglia, 0:4, Dublin, 4 lutego 1893                                 | Szkocja, 0:6, Edynburg, 2 marca 1895                        | 2(0)               |        |
| 208   | Sam Gardiner          | Anglia, 0:4, Dublin, 4 lutego 1893                                 | Szkocja, 0:0, Belfast, 18 lutego 1893                       | 2(0)               |        |
| 209   | Robert Johnston       | Anglia, 0:4, Dublin, 4 lutego 1893                                 | Walia, 0:2, Llanelli, 11 marca 1893                         | 2(0)               |        |
| 210   | Harry Lindsay         | Anglia, 0:4, Dublin, 4 lutego 1893                                 | Szkocja, 0:8, Belfast, 19 lutego 1898                       | 13(3)              |        |
| 211   | Walter Brown          | Szkocja, 0:0, Belfast, 18 lutego 1893                              | Walia, 3:0, Belfast, 10 marca 1894                          | 5(0)               |        |
| 212   | Herbert Forrest       | Szkocja, 0:0, Belfast, 18 lutego 1893                              | Walia, 0:2, Llanelli, 11 marca 1893                         | 2(0)               |        |
| 213   | Lucius Gwynn          | Szkocja, 0:0, Belfast, 18 lutego 1893                              | Szkocja, 0:8, Belfast, 19 lutego 1898                       | 7(0)               |        |
| 214   | Bryan O’Brien         | Szkocja, 0:0, Belfast, 18 lutego 1893                              | Walia, 0:2, Llanelli, 11 marca 1893                         | 2(0)               |        |
| 215   | Robert Hamilton       | Walia, 0:2, Llanelli, 11 marca 1893                                | Walia, 0:2, Llanelli, 11 marca 1893                         | 1(0)               |        |
| 216   | William Sparrow       | Walia, 0:2, Llanelli, 11 marca 1893                                | Anglia, 7:5, Blackheath, 3 lutego 1894                      | 2(0)               |        |
| 217   | Tom Crean             | Anglia, 7:5, Blackheath, 3 lutego 1894                             | Walia, 8:4, Dublin, 14 marca 1896                           | 9(6)               |        |
| 218   | James Lytle           | Anglia, 7:5, Blackheath, 3 lutego 1894                             | Szkocja, 3:9, Inverleith, 18 lutego 1899                    | 12(6)              |        |
| 219   | George Walmsley       | Anglia, 7:5, Blackheath, 3 lutego 1894                             | Anglia, 7:5, Blackheath, 3 lutego 1894                      | 1(0)               |        |
| 220   | Andrew Bond           | Szkocja, 5:0, Dublin, 24 lutego 1894                               | Walia, 3:0, Belfast, 10 marca 1894                          | 2(0)               |        |
| 221   | Patrick Grant         | Szkocja, 5:0, Dublin, 24 lutego 1894                               | Walia, 3:0, Belfast, 10 marca 1894                          | 2(0)               |        |
| 222   | Alfred Brunker        | Anglia, 3:6, Dublin, 2 lutego 1895                                 | Walia, 3:5, Cardiff, 16 marca 1895                          | 2(0)               |        |
| 223   | Hugh McCoull          | Anglia, 3:6, Dublin, 2 lutego 1895                                 | Anglia, 6:0, Dublin, 4 lutego 1899                          | 4(0)               |        |
| 224   | Louis Magee           | Anglia, 3:6, Dublin, 2 lutego 1895                                 | Walia, 14:12, Belfast, 12 marca 1904                        | 27(9)              |        |
| 225   | Joseph Magee          | Anglia, 3:6, Dublin, 2 lutego 1895                                 | Szkocja, 0:6, Edynburg, 2 marca 1895                        | 2(0)               |        |
| 226   | Thomas Stevenson      | Anglia, 3:6, Dublin, 2 lutego 1895                                 | Szkocja 3:8 Edynburg, 20 lutego 1897                        | 7(3)               |        |
| 227   | G.R. Symes            | Anglia, 3:6, Dublin, 2 lutego 1895                                 | Anglia, 3:6, Dublin, 2 lutego 1895                          | 1(0)               |        |
| 228   | John Fulton           | Szkocja, 0:6, Edynburg, 2 marca 1895                               | Szkocja, 3:19, Dublin, 27 lutego 1904                       | 16(0)              |        |
| 229   | Edward McIlwaine      | Szkocja, 0:6, Edynburg, 2 marca 1895                               | Walia, 3:5, Cardiff, 16 marca 1895                          | 2(0)               |        |
| 230   | A. Montgomery         | Szkocja, 0:6, Edynburg, 2 marca 1895                               | Szkocja, 0:6, Edynburg, 2 marca 1895                        | 1(0)               |        |
| 231   | Jack O’Connor         | Szkocja, 0:6, Edynburg, 2 marca 1895                               | Szkocja, 0:6, Edynburg, 2 marca 1895                        | 1(0)               |        |
| 232   | William O’Sullivan    | Szkocja, 0:6, Edynburg, 2 marca 1895                               | Szkocja, 0:6, Edynburg, 2 marca 1895                        | 1(0)               |        |
| 233   | Michael Delaney       | Walia, 3:5, Cardiff, 16 marca 1895                                 | Walia, 3:5, Cardiff, 16 marca 1895                          | 1(0)               |        |
| 234   | Arthur Gwynn          | Walia, 3:5, Cardiff, 16 marca 1895                                 | Walia, 3:5, Cardiff, 16 marca 1895                          | 1(0)               |        |
| 235   | Glyn Allen            | Anglia, 10:4, Leeds, 1 lutego 1896                                 | Walia, 3:0, Cardiff, 18 marca 1899                          | 9(3)               |        |
| 236   | Lawrence Bulger       | Anglia, 10:4, Leeds, 1 lutego 1896                                 | Walia, 3:11, Limerick, 19 marca 1898                        | 8(22)              |        |
| 237   | Bill Byron            | Anglia, 10:4, Leeds, 1 lutego 1896                                 | Walia, 3:0, Cardiff, 18 marca 1899                          | 11(0)              |        |
| 238   | James Sealy           | Anglia, 10:4, Leeds, 1 lutego 1896                                 | Szkocja, 0:0, Dublin, 24 lutego 1900                        | 9(6)               |        |
| 239   | George McAllan        | Szkocja, 0:0, Dublin, 15 lutego 1896                               | Walia, 8:4, Dublin, 14 marca 1896                           | 2(0)               |        |
| 240   | John McIlwaine        | Anglia, 13:9, Dublin, 6 lutego 1897                                | Walia, 3:0, Cardiff, 18 marca 1899                          | 7(0)               |        |
| 241   | John Ryan             | Anglia, 13:9, Dublin, 6 lutego 1897                                | Anglia, 0:19, Blackheath, 13 lutego 1904                    | 14(3)              |        |
| 242   | Michael Ryan          | Anglia, 13:9, Dublin, 6 lutego 1897                                | Szkocja, 3:19, Dublin, 27 lutego 1904                       | 17(3)              |        |
| 243   | Pierce O’Brien-Butler | Szkocja 3:8 Edynburg, 20 lutego 1897                               | Anglia, 4:15, Richmond, 3 lutego 1900                       | 6(0)               |        |
| 244   | J.L. Davis            | Anglia, 9:6, Richmond, 5 lutego 1898                               | Szkocja, 0:8, Belfast, 19 lutego 1898                       | 2(0)               |        |
| 245   | James Franks          | Anglia, 9:6, Richmond, 5 lutego 1898                               | Walia, 3:11, Limerick, 19 marca 1898                        | 3(0)               |        |
| 246   | Francis Purser        | Anglia, 9:6, Richmond, 5 lutego 1898                               | Walia, 3:11, Limerick, 19 marca 1898                        | 3(0)               |        |
| 247   | Frederick Smithwick   | Szkocja, 0:8, Belfast, 19 lutego 1898                              | Walia, 3:11, Limerick, 19 marca 1898                        | 2(0)               |        |
| 248   | Ainsworth Barr        | Walia, 3:11, Limerick, 19 marca 1898                               | Szkocja, 5:9, Inverleith, 23 lutego 1901                    | 4(0)               |        |
| 249   | Thomas Little         | Walia, 3:11, Limerick, 19 marca 1898                               | Szkocja, 5:9, Inverleith, 23 lutego 1901                    | 7(0)               |        |
| 250   | Ned McCarthy          | Walia, 3:11, Limerick, 19 marca 1898                               | Walia, 3:11, Limerick, 19 marca 1898                        | 1(0)               |        |
| 251   | Thomas Ahearne        | Anglia, 6:0, Dublin, 4 lutego 1899                                 | Anglia, 6:0, Dublin, 4 lutego 1899                          | 1(0)               |        |
| 252   | James Allison         | Anglia, 6:0, Dublin, 4 lutego 1899                                 | Szkocja, 0:3, Inverleith, 28 lutego 1903                    | 12(4)              |        |
| 253   | William Brown         | Anglia, 6:0, Dublin, 4 lutego 1899                                 | Anglia, 6:0, Dublin, 4 lutego 1899                          | 1(0)               |        |
| 254   | Ian Davidson          | Anglia, 6:0, Dublin, 4 lutego 1899                                 | Walia, 0:15, Dublin, 8 marca 1902                           | 9(6)               |        |
| 255   | George Harman         | Anglia, 6:0, Dublin, 4 lutego 1899                                 | Walia, 3:0, Cardiff, 18 marca 1899                          | 2(0)               |        |
| 256   | Tom McGown            | Anglia, 6:0, Dublin, 4 lutego 1899                                 | Szkocja, 5:9, Inverleith, 23 lutego 1901                    | 3(0)               |        |
| 257   | Edward Campbell       | Szkocja, 3:9, Inverleith, 18 lutego 1899                           | Walia, 0:3, Belfast, 17 marca 1900                          | 4(3)               |        |
| 258   | Gerry Doran           | Szkocja, 3:9, Inverleith, 18 lutego 1899                           | Anglia, 0:19, Blackheath, 13 lutego 1904                    | 8(6)               |        |
| 259   | Newry Meares          | Szkocja, 3:9, Inverleith, 18 lutego 1899                           | Walia, 0:3, Belfast, 17 marca 1900                          | 4(0)               |        |
| 260   | Carl Reid             | Szkocja, 3:9, Inverleith, 18 lutego 1899                           | Walia, 0:18, Cardiff, 14 marca 1903                         | 4(3)               |        |
| 261   | Cecil Moriarty        | Walia, 3:0, Cardiff, 18 marca 1899                                 | Walia, 3:0, Cardiff, 18 marca 1899                          | 1(0)               |        |
| 262   | Ellie Allen           | Anglia, 4:15, Richmond, 3 lutego 1900                              | Walia, 0:29, Cardiff, 9 marca 1907                          | 21(3)              |        |
| 263   | John Coffey           | Anglia, 4:15, Richmond, 3 lutego 1900                              | Francja, 8:3, Paryż, 28 marca 1910                          | 19(0)              |        |
| 264   | John Ferris           | Anglia, 4:15, Richmond, 3 lutego 1900                              | Walia, 0:3, Belfast, 17 marca 1900                          | 3(0)               |        |
| 265   | Fred Gardiner         | Anglia, 4:15, Richmond, 3 lutego 1900                              | Francja, 19:8, Dublin, 20 marca 1909                        | 22(15)             |        |
| 266   | Samuel Irwin          | Anglia, 4:15, Richmond, 3 lutego 1900                              | Szkocja, 0:3, Inverleith, 28 lutego 1903                    | 9(4)               |        |
| 267   | Percy Nicholson       | Anglia, 4:15, Richmond, 3 lutego 1900                              | Walia, 0:3, Belfast, 17 marca 1900                          | 3(0)               |        |
| 268   | Cecil Boyd            | Szkocja, 0:0, Dublin, 24 lutego 1900                               | Walia, 9:10 Swansea, 16 marca 1901                          | 3(0)               |        |
| 269   | Bertie Doran          | Szkocja, 0:0, Dublin, 24 lutego 1900                               | Walia, 0:15, Dublin, 8 marca 1902                           | 8(3)               |        |
| 270   | Thomas Harvey         | Walia, 0:3, Belfast, 17 marca 1900                                 | Walia, 0:18, Cardiff, 14 marca 1903                         | 8(0)               |        |
| 271   | Arthur Freear         | Anglia, 10:6, Dublin, 9 lutego 1901                                | Walia, 9:10 Swansea, 16 marca 1901                          | 3(0)               |        |
| 272   | Patrick Healey        | Anglia, 10:6, Dublin, 9 lutego 1901                                | Szkocja, 3:19, Dublin, 27 lutego 1904                       | 10(0)              |        |
| 273   | Archibald Heron       | Anglia, 10:6, Dublin, 9 lutego 1901                                | Anglia, 10:6, Dublin, 9 lutego 1901                         | 1(0)               |        |
| 274   | Harry Irvine          | Szkocja, 5:9, Inverleith, 23 lutego 1901                           | Szkocja, 5:9, Inverleith, 23 lutego 1901                    | 1(2)               |        |
| 275   | Hugh Ferris           | Walia, 9:10 Swansea, 16 marca 1901                                 | Walia, 9:10 Swansea, 16 marca 1901                          | 1(0)               |        |
| 276   | Harry Corley          | Anglia, 3:6, Leicester, 8 lutego 1902                              | Szkocja, 3:19, Dublin, 27 lutego 1904                       | 8(5)               |        |
| 277   | Charles Fitzgerald    | Anglia, 3:6, Leicester, 8 lutego 1902                              | Szkocja, 0:3, Inverleith, 28 lutego 1903                    | 3(0)               |        |
| 278   | George Hamlet         | Anglia, 3:6, Leicester, 8 lutego 1902                              | Francja, 25:5, Cork, 25 marca 1911                          | 30(0)              |        |
| 279   | Alfred Tedford        | Anglia, 3:6, Leicester, 8 lutego 1902                              | Walia, 5:11, Belfast, 14 marca 1908                         | 23(18)             |        |
| 280   | John Pringle          | Szkocja, 5:0, Belfast, 22 lutego 1902                              | Walia, 0:15, Dublin, 8 marca 1902                           | 2(0)               |        |
| 281   | Henry Anderson        | Anglia, 6:0, Dublin, 14 lutego 1903                                | Szkocja, 6:13, Dublin, 24 lutego 1906                       | 4(0)               |        |
| 282   | George Harvey         | Anglia, 6:0, Dublin, 14 lutego 1903                                | Szkocja, 11:5, Inverleith, 25 lutego 1905                   | 5(0)               |        |
| 283   | Robertson Smyth       | Anglia, 6:0, Dublin, 14 lutego 1903                                | Anglia, 0:19, Blackheath, 13 lutego 1904                    | 3(0)               |        |
| 284   | David Taylor          | Anglia, 6:0, Dublin, 14 lutego 1903                                | Anglia, 6:0, Dublin, 14 lutego 1903                         | 1(0)               |        |
| 285   | James Wallace         | Szkocja, 0:3, Inverleith, 28 lutego 1903                           | Walia, 11:6, Dublin, 10 marca 1906                          | 10(12)             |        |
| 286   | George Bradshaw       | Walia, 0:18, Cardiff, 14 marca 1903                                | Walia, 0:18, Cardiff, 14 marca 1903                         | 1(0)               |        |
| 287   | James Parke           | Walia, 0:18, Cardiff, 14 marca 1903                                | Francja, 19:8, Dublin, 20 marca 1909                        | 20(36)             |        |
| 288   | Fred Kennedy          | Anglia, 0:19, Blackheath, 13 lutego 1904                           | Walia, 14:12, Belfast, 12 marca 1904                        | 2(0)               |        |
| 289   | Campbell Robb         | Anglia, 0:19, Blackheath, 13 lutego 1904                           | Szkocja, 6:13, Dublin, 24 lutego 1906                       | 5(3)               |        |
| 290   | Thomas Robinson       | Anglia, 0:19, Blackheath, 13 lutego 1904                           | Walia, 0:29, Cardiff, 9 marca 1907                          | 10(3)              |        |
| 291   | Joseph Wallace        | Anglia, 0:19, Blackheath, 13 lutego 1904                           | Szkocja, 3:19, Dublin, 27 lutego 1904                       | 2(0)               |        |
| 292   | Ernest Caddell        | Szkocja, 3:19, Dublin, 27 lutego 1904                              | Walia, 5:11, Belfast, 14 marca 1908                         | 13(6)              |        |
| 293   | John Moffatt          | Szkocja, 3:19, Dublin, 27 lutego 1904                              | Walia, 3:10, Swansea, 11 marca 1905                         | 4(12)              |        |
| 294   | Reg Edwards           | Walia, 14:12, Belfast, 12 marca 1904                               | Walia, 14:12, Belfast, 12 marca 1904                        | 1(0)               |        |
| 295   | Hercules Knox         | Walia, 14:12, Belfast, 12 marca 1904                               | Szkocja, 16:11, Dublin, 29 lutego 1908                      | 10(0)              |        |
| 296   | Maurice Landers       | Walia, 14:12, Belfast, 12 marca 1904                               | Nowa Zelandia, 0:15, Dublin, 25 listopada 1905              | 5(0)               |        |
| 297   | Henry Millar          | Walia, 14:12, Belfast, 12 marca 1904                               | Walia, 3:10, Swansea, 11 marca 1905                         | 4(0)               |        |
| 298   | Harry Thrift          | Walia, 14:12, Belfast, 12 marca 1904                               | Francja, 19:8, Dublin, 20 marca 1909                        | 18(15)             |        |
| 299   | Basil MacLear         | Anglia, 17:3 Cork, 11 lutego 1905                                  | Walia, 0:29, Cardiff, 9 marca 1907                          | 11(18)             |        |
| 300   | Hugh Wilson           | Anglia, 17:3 Cork, 11 lutego 1905                                  | Walia, 3:19, Dublin, 12 marca 1910                          | 18(0)              |        |
| 301   | Harold Sugars         | Nowa Zelandia, 0:15, Dublin, 25 listopada 1905                     | Szkocja, 3:15, Inverleith, 23 lutego 1907                   | 3(6)               |        |
| 302   | Francis Casement      | Anglia, 16:6, Leicester, 10 lutego 1906                            | Walia, 11:6, Dublin, 10 marca 1906                          | 3(0)               |        |
| 303   | Geoffrey Henebrey     | Anglia, 16:6, Leicester, 10 lutego 1906                            | Francja, 19:8, Dublin, 20 marca 1909                        | 6(0)               |        |
| 304   | William Purdon        | Anglia, 16:6, Leicester, 10 lutego 1906                            | Walia, 11:6, Dublin, 10 marca 1906                          | 3(3)               |        |
| 305   | Michael White         | Anglia, 16:6, Leicester, 10 lutego 1906                            | Walia, 0:29, Cardiff, 9 marca 1907                          | 6(0)               |        |
| 306   | Bertie Gotto          | Kolonia Przylądkowa, 12:15, Belfast, 24 listopada 1906             | Kolonia Przylądkowa, 12:15, Belfast, 24 listopada 1906      | 1(0)               |        |
| 307   | George McIldowie      | Kolonia Przylądkowa, 12:15, Belfast, 24 listopada 1906             | Walia, 3:19, Dublin, 12 marca 1910                          | 4(3)               |        |
| 308   | William Cogan         | Anglia, 17:9, Dublin, 9 lutego 1907                                | Szkocja, 3:15, Inverleith, 23 lutego 1907                   | 2(0)               |        |
| 309   | R.E. Forbes           | Anglia, 17:9, Dublin, 9 lutego 1907                                | Anglia, 17:9, Dublin, 9 lutego 1907                         | 1(0)               |        |
| 310   | Thomas Greeves        | Anglia, 17:9, Dublin, 9 lutego 1907                                | Francja, 19:8, Dublin, 20 marca 1909                        | 5(0)               |        |
| 311   | James Sweeney         | Anglia, 17:9, Dublin, 9 lutego 1907                                | Walia, 0:29, Cardiff, 9 marca 1907                          | 3(0)               |        |
| 312   | Charles Thompson      | Anglia, 17:9, Dublin, 9 lutego 1907                                | Francja, 11:6, Paryż, 28 marca 1910                         | 13(15)             |        |
| 313   | Frederick Harvey      | Walia, 0:29, Cardiff, 9 marca 1907                                 | Francja, 25:5, Cork, 25 marca 1911                          | 2(0)               |        |
| 314   | Billy Hinton          | Walia, 0:29, Cardiff, 9 marca 1907                                 | Walia, 15:5, Belfast, 9 marca 1912                          | 16(4)              |        |
| 315   | Charles Adams         | Anglia, 3:13, Richmond, 8 lutego 1908                              | Szkocja, 6:0, Dublin, 28 lutego 1914                        | 16(3)              |        |
| 316   | Herbert Aston         | Anglia, 3:13, Richmond, 8 lutego 1908                              | Walia, 5:11, Belfast, 4 marca 1908                          | 2(3)               |        |
| 317   | Gerald Beckett        | Anglia, 3:13, Richmond, 8 lutego 1908                              | Walia, 5:11, Belfast, 4 marca 1908                          | 3(3)               |        |
| 318   | Thomas Harpur         | Anglia, 3:13, Richmond, 8 lutego 1908                              | Walia, 5:11, Belfast, 4 marca 1908                          | 3(0)               |        |
| 319   | Edward Morphy         | Anglia, 3:13, Richmond, 8 lutego 1908                              | Anglia, 3:13, Richmond, 8 lutego 1908                       | 1(0)               |        |
| 320   | Frank Smartt          | Anglia, 3:13, Richmond, 8 lutego 1908                              | Anglia, 5:11, Dublin, 13 lutego 1909                        | 3(0)               |        |
| 321   | Tom Smyth             | Anglia, 3:13, Richmond, 8 lutego 1908                              | Anglia, 0:15, Londyn, 10 lutego 1912                        | 16(6)              |        |
| 322   | Bethel Solomons       | Anglia, 3:13, Richmond, 8 lutego 1908                              | Walia, 3:19, Dublin, 12 marca 1910                          | 10(0)              |        |
| 323   | Ernest Deane          | Anglia, 5:11, Dublin, 13 lutego 1909                               | Anglia, 5:11, Dublin, 13 lutego 1909                        | 1(0)               |        |
| 324   | Michael Garry         | Anglia, 5:11, Dublin, 13 lutego 1909                               | Walia, 0:16, Cardiff, 11 marca 1911                         | 7(0)               |        |
| 325   | Godfrey Pinion        | Anglia, 5:11, Dublin, 13 lutego 1909                               | Francja, 19:8, Dublin, 20 marca 1909                        | 4(2)               |        |
| 326   | Oliver Piper          | Anglia, 5:11, Dublin, 13 lutego 1909                               | Francja, 11:6, Paryż, 28 marca 1910                         | 8(0)               |        |
| 327   | J.C. Blackham         | Szkocja, 3:9, Inverleith, 27 lutego 1909                           | Walia, 3:19, Dublin, 12 marca 1910                          | 6(0)               |        |
| 328   | Thomas Halpin         | Szkocja, 3:9, Inverleith, 27 lutego 1909                           | Szkocja, 10:8, Dublin, 24 lutego 1912                       | 13(0)              |        |
| 329   | Richard Magrath       | Szkocja, 3:9, Inverleith, 27 lutego 1909                           | Szkocja, 3:9, Inverleith, 27 lutego 1909                    | 1(0)               |        |
| 330   | Frederick McCormac    | Walia, 5:18, Swansea, 13 marca 1909                                | Francja, 11:6, Paryż, 28 marca 1910                         | 3(0)               |        |
| 331   | Jack O’Connor         | Francja, 19:8, Dublin, 20 marca 1909                               | Francja, 19:8, Dublin, 20 marca 1909                        | 1(0)               |        |
| 332   | Alexander Foster      | Anglia, 0:0, Londyn, 12 lutego 1910                                | Walia, 0:6, Belfast, 12 marca 1921                          | 17(12)             |        |
| 333   | Dickie Lloyd          | Anglia, 0:0, Londyn, 12 lutego 1910                                | Francja, 7:15, Dublin, 3 kwietnia 1920                      | 19(75)             |        |
| 334   | Joseph Quinn          | Anglia, 0:0, Londyn, 12 lutego 1910                                | Szkocja, 6:0, Dublin, 28 lutego 1914                        | 15(27)             |        |
| 335   | Harry Read            | Anglia, 0:0, Londyn, 12 lutego 1910                                | Szkocja, 14:29, Inverleith, 22 lutego 1913                  | 13(0)              |        |
| 336   | William Riordan       | Anglia, 0:0, Londyn, 12 lutego 1910                                | Anglia, 0:0, Londyn, 12 lutego 1910                         | 1(0)               |        |
| 337   | Alfred Taylor         | Anglia, 0:0, Londyn, 12 lutego 1910                                | Francja, 11:6, Paryż, 1 stycznia 1912                       | 4(3)               |        |
| 338   | Herbert Moore         | Szkocja, 0:14, Belfast, 26 lutego 1910                             | Związek Południowej Afryki, 0:38, Dublin, 30 listopada 1912 | 8(0)               |        |
| 339   | Robert Lyle           | Walia, 3:19, Dublin, 12 marca 1910                                 | Francja, 11:6, Paryż, 28 marca 1910                         | 2(0)               |        |
| 340   | Arthur McClinton      | Walia, 3:19, Dublin, 12 marca 1910                                 | Francja, 11:6, Paryż, 28 marca 1910                         | 2(2)               |        |
| 341   | Cyril O’Callaghan     | Walia, 3:19, Dublin, 12 marca 1910                                 | Francja, 11:6, Paryż, 1 stycznia 1912                       | 7(6)               |        |
| 342   | William Smyth         | Walia, 3:19, Dublin, 12 marca 1910                                 | Anglia, 11:14, Dublin, 14 lutego 1920                       | 3(0)               |        |
| 343   | William Beatty        | Francja, 11:6, Paryż, 28 marca 1910                                | Walia, 15:5, Belfast, 9 marca 1912                          | 3(0)               |        |
| 344   | William Tyrrell       | Francja, 11:6, Paryż, 28 marca 1910                                | Walia, 3:11, Belfast, 14 marca 1914                         | 9(9)               |        |
| 345   | Samuel Campbell       | Anglia, 3:0, Dublin, 11 lutego 1911                                | Francja, 24:0, Cork, 24 marca 1913                          | 12(0)              |        |
| 346   | Michael Heffernan     | Anglia, 3:0, Dublin, 11 lutego 1911                                | Francja, 25:5, Cork, 25 marca 1911                          | 4(3)               |        |
| 347   | Alexander Jackson     | Anglia, 3:0, Dublin, 11 lutego 1911                                | Walia, 3:11, Belfast, 14 marca 1914                         | 10(9)              |        |
| 348   | Patrick Smyth         | Anglia, 3:0, Dublin, 11 lutego 1911                                | Francja, 25:5, Cork, 25 marca 1911                          | 3(0)               |        |
| 349   | Richard Graham        | Francja, 25:5, Cork, 25 marca 1911                                 | Francja, 25:5, Cork, 25 marca 1911                          | 1(0)               |        |
| 350   | William Edwards       | Francja, 11:6, Paryż, 1 stycznia 1912                              | Anglia, 0:15, Londyn, 10 lutego 1912                        | 2(0)               |        |
| 351   | Robert Hemphill       | Francja, 11:6, Paryż, 1 stycznia 1912                              | Walia, 15:5, Belfast, 9 marca 1912                          | 4(0)               |        |
| 352   | George McConnell      | Francja, 11:6, Paryż, 1 stycznia 1912                              | Francja, 24:0, Cork, 24 marca 1913                          | 4(0)               |        |
| 353   | Charles MacIvor       | Francja, 11:6, Paryż, 1 stycznia 1912                              | Francja, 24:0, Cork, 24 marca 1913                          | 7(3)               |        |
| 354   | d’Arcy Patterson      | Francja, 11:6, Paryż, 1 stycznia 1912                              | Francja, 24:0, Cork, 24 marca 1913                          | 8(3)               |        |
| 355   | Myley Abraham         | Anglia, 0:15, Londyn, 10 lutego 1912                               | Walia, 3:11, Belfast, 14 marca 1914                         | 5(0)               |        |
| 356   | George Killeen        | Anglia, 0:15, Londyn, 10 lutego 1912                               | Walia, 3:11, Belfast, 14 marca 1914                         | 10(0)              |        |
| 357   | G.S. Brown            | Szkocja, 10:8, Dublin, 24 lutego 1912                              | Związek Południowej Afryki, 0:38, Dublin, 30 listopada 1912 | 3(3)               |        |
| 358   | Robin Wright          | Szkocja, 10:8, Dublin,24 lutego 1912                               | Szkocja, 10:8, Dublin,24 lutego 1912                        | 1(0)               |        |
| 359   | Robert Burgess        | Związek Południowej Afryki, 0:38, Dublin, 30 listopada 1912        | Związek Południowej Afryki, 0:38, Dublin, 30 listopada 1912 | 1(0)               |        |
| 360   | John Clune            | Związek Południowej Afryki, 0:38, Dublin, 30 listopada 1912        | Walia, 3:11, Belfast, 14 marca 1914                         | 6(0)               |        |
| 361   | George Holmes         | Związek Południowej Afryki, 0:38, Dublin, 30 listopada 1912        | Szkocja, 14:29, Inverleith, 22 lutego 1913                  | 3(0)               |        |
| 362   | John Minch            | Związek Południowej Afryki, 0:38, Dublin, 30 listopada 1912        | Szkocja, 6:0, Dublin, 28 lutego 1914                        | 5(0)               |        |
| 363   | Geoffrey Schute       | Związek Południowej Afryki, 0:38, Dublin, 30 listopada 1912        | Szkocja, 14:29, Inverleith, 22 lutego 1913                  | 3(3)               |        |
| 364   | Charles Stuart        | Związek Południowej Afryki, 0:38, Dublin, 30 listopada 1912        | Związek Południowej Afryki, 0:38, Dublin, 30 listopada 1912 | 1(0)               |        |
| 365   | Richard Watson        | Związek Południowej Afryki, 0:38, Dublin, 30 listopada 1912        | Związek Południowej Afryki, 0:38, Dublin, 30 listopada 1912 | 1(0)               |        |
| 366   | James Finlay          | Anglia, 4:15, Dublin, 8 lutego 1913                                | Walia, 4:28, Cardiff, 13 marca 1920                         | 6(0)               |        |
| 367   | Ernest Jeffares       | Anglia, 4:15, Dublin, 8 lutego 1913                                | Szkocja, 14:29, Inverleith, 22 lutego 1913                  | 2(0)               |        |
| 368   | Patrick Stokes        | Anglia, 4:15, Dublin, 8 lutego 1913                                | Francja, 8:3, Dublin, 8 kwietnia 1922                       | 12(12)             |        |
| 369   | Gordon Young          | Anglia, 4:15, Dublin, 8 lutego 1913                                | Anglia, 4:15, Dublin, 8 lutego 1913                         | 1(0)               |        |
| 370   | Frank Bennett         | Szkocja, 14:29, Inverleith, 22 lutego 1913                         | Anglia, 4:15, Dublin, 8 lutego 1913                         | 1(0)               |        |
| 371   | J.W. McConnell        | Szkocja, 14:29, Inverleith, 22 lutego 1913                         | Anglia, 4:15, Dublin, 8 lutego 1913                         | 1(0)               |        |
| 372   | Patrick O’Connell     | Walia, 13:16, Swansea, 8 marca 1913                                | Walia, 3:11, Belfast, 14 marca 1914                         | 6(0)               |        |
| 373   | Stanhope Polden       | Walia, 13:16, Swansea, 8 marca 1913                                | Francja, 7:15, Dublin, 3 kwietnia 1920                      | 4(0)               |        |
| 374   | Albert Stewart        | Walia, 13:16, Swansea, 8 marca 1913                                | Francja, 8:6, Paryż, 1 stycznia 1914                        | 3(3)               |        |
| 375   | Andrew Todd           | Walia, 13:16, Swansea, 8 marca 1913                                | Francja, 8:6, Paryż, 1 stycznia 1914                        | 3(0)               |        |
| 376   | George Wood           | Walia, 13:16, Swansea, 8 marca 1913                                | Francja, 8:6, Paryż, 1 stycznia 1914                        | 2(0)               |        |
| 377   | William Collopy       | Francja, 8:6, Paryż, 1 stycznia 1914                               | Walia, 13:10, Cardiff, 8 marca 1924                         | 19(0)              |        |
| 378   | John Dowse            | Francja, 8:6, Paryż, 1 stycznia 1914                               | Walia, 3:11, Belfast, 14 marca 1914                         | 3(0)               |        |
| 379   | Jack Parr             | Francja, 8:6, Paryż, 1 stycznia 1914                               | Walia, 3:11, Belfast, 14 marca 1914                         | 4(0)               |        |
| 380   | Vincent McNamara      | Anglia, 12:17, Londyn, 14 lutego 1914                              | Walia, 3:11, Belfast, 14 marca 1914                         | 3(0)               |        |
| 381   | Frank Montgomery      | Anglia, 12:17, Londyn, 14 lutego 1914                              | Walia, 3:11, Belfast, 14 marca 1914                         | 3(0)               |        |
| 382   | James Taylor          | Anglia, 12:17, Londyn, 14 lutego 1914                              | Walia, 3:11, Belfast, 14 marca 1914                         | 3(0)               |        |
| 383   | Henry Jack            | Szkocja, 6:0, Dublin, 28 lutego 1914                               | Walia, 0:6, Belfast, 12 marca 1921                          | 3(0)               |        |
| 384   | Jasper Brett          | Walia, 3:11, Belfast, 14 marca 1914                                | Walia, 3:11, Belfast, 14 marca 1914                         | 1(0)               |        |
| 385   | Charles Bryant        | Anglia, 11:14, Dublin, 14 lutego 1920                              | Szkocja, 19:0, Inverleith, 28 lutego 1920                   | 2(0)               |        |
| 386   | Nick Butler           | Anglia, 11:14, Dublin, 14 lutego 1920                              | Anglia, 11:14, Dublin, 14 lutego 1920                       | 1(0)               |        |
| 387   | Henry Coulter         | Anglia, 11:14, Dublin, 14 lutego 1920                              | Walia, 4:28, Cardiff, 13 marca 1920                         | 3(0)               |        |
| 388   | William Crawford      | Anglia, 11:14, Dublin, 14 lutego 1920                              | Walia, 19:9, Dublin, 12 marca 1927                          | 30(18)             |        |
| 389   | Robert Crichton       | Anglia, 11:14, Dublin, 14 lutego 1920                              | Szkocja, 8:14, Dublin, 28 lutego 1925                       | 15(0)              |        |
| 390   | William Cullen        | Anglia, 11:14, Dublin, 14 lutego 1920                              | Anglia, 11:14, Dublin, 14 lutego 1920                       | 1(0)               |        |
| 391   | James Dickson         | Anglia, 11:14, Dublin, 14 lutego 1920                              | Francja, 7:15, Dublin, 3 kwietnia 1920                      | 3(3)               |        |
| 392   | George Doherty        | Anglia, 11:14, Dublin, 14 lutego 1920                              | Francja, 10:20, Paryż, 9 kwietnia 1921                      | 7(0)               |        |
| 393   | Arthur Horan          | Anglia, 11:14, Dublin, 14 lutego 1920                              | Walia, 4:28, Cardiff, 13 marca 1920                         | 2(0)               |        |
| 394   | William Roche         | Anglia, 11:14, Dublin, 14 lutego 1920                              | Francja, 7:15, Dublin, 3 kwietnia 1920                      | 3(0)               |        |
| 395   | Thomas Wallace        | Anglia, 11:14, Dublin, 14 lutego 1920                              | Walia, 4:28, Cardiff, 13 marca 1920                         | 3(0)               |        |
| 396   | Andy Courtney         | Szkocja, 19:0, Inverleith, 28 lutego 1920                          | Francja, 10:20, Paryż, 9 kwietnia 1921                      | 7(0)               |        |
| 397   | William Duggan        | Szkocja, 19:0, Inverleith, 28 lutego 1920                          | Walia, 4:28, Cardiff, 13 marca 1920                         | 2(0)               |        |
| 398   | Basil McFarland       | Szkocja, 19:0, Inverleith, 28 lutego 1920                          | Walia, 5:11, Swansea, 11 marca 1922                         | 4(4)               |        |
| 399   | James O’Neill         | Szkocja, 19:0, Inverleith, 28 lutego 1920                          | Szkocja, 19:0, Inverleith, 28 lutego 1920                   | 1(0)               |        |
| 400   | Alfred Price          | Szkocja, 19:0, Inverleith, 28 lutego 1920                          | Francja, 7:15, Dublin, 3 kwietnia 1920                      | 2(0)               |        |
| 401   | Patrick Roddy         | Szkocja, 19:0, Inverleith, 28 lutego 1920                          | Francja, 7:15, Dublin, 3 kwietnia 1920                      | 2(0)               |        |
| 402   | Michael Bradley       | Walia, 4:28, Cardiff, 13 marca 1920                                | Walia, 19:9, Dublin, 12 marca 1927                          | 19(0)              |        |
| 403   | Bill Cunningham       | Walia, 4:28, Cardiff, 13 marca 1920                                | Walia, 5:4, Dublin, 10 marca 1923                           | 8(3)               |        |
| 404   | Norman Potterton      | Walia, 4:28, Cardiff, 13 marca 1920                                | Walia, 4:28, Cardiff, 13 marca 1920                         | 1(0)               |        |
| 405   | Declan Browne         | Francja, 7:15, Dublin, 3 kwietnia 1920                             | Francja, 7:15, Dublin, 3 kwietnia 1920                      | 1(0)               |        |
| 406   | John Smyth            | Francja, 7:15, Dublin, 3 kwietnia 1920                             | Francja, 7:15, Dublin, 3 kwietnia 1920                      | 1(0)               |        |
| 407   | George Stephenson     | Francja, 7:15, Dublin, 3 kwietnia 1920                             | Walia, 7:12, Swansea, 8 marca 1930                          | 42(89)             |        |
| 408   | John Bermingham       | Anglia, 0:15, Londyn, 12 lutego 1921                               | Francja, 10:20, Paryż, 9 kwietnia 1921                      | 4(0)               |        |
| 409   | Henry Cormac          | Anglia, 0:15, Londyn, 12 lutego 1921                               | Walia, 0:6, Belfast, 12 marca 1921                          | 3(0)               |        |
| 410   | Denis Cussen          | Anglia, 0:15, Londyn, 12 lutego 1921                               | Anglia, 6:8, Londyn, 12 stycznia 1927                       | 15(15)             |        |
| 411   | Charles Hallaran      | Anglia, 0:15, Londyn, 12 lutego 1921                               | Anglia, 19:15, Dublin, 13 lutego 1926                       | 15(0)              |        |
| 412   | Thomas McClelland     | Anglia, 0:15, Londyn, 12 lutego 1921                               | Nowa Zelandia, 0:6, Dublin, 1 listopada 1924                | 16(6)              |        |
| 413   | Thomas Mayne          | Anglia, 0:15, Londyn, 12 lutego 1921                               | Francja, 10:20, Paryż, 9 kwietnia 1921                      | 3(0)               |        |
| 414   | Noel Purcell          | Anglia, 0:15, Londyn, 12 lutego 1921                               | Francja, 10:20, Paryż, 9 kwietnia 1921                      | 4(0)               |        |
| 415   | John Thompson         | Walia, 0:6, Belfast, 12 marca 1921                                 | Francja, 8:14, Paryż, 14 kwietnia 1923                      | 8(0)               |        |
| 416   | Cecil Davidson        | Francja, 10:20, Paryż, 9 kwietnia 1921                             | Francja, 10:20, Paryż, 9 kwietnia 1921                      | 1(0)               |        |
| 417   | Thomas Wallis         | Francja, 10:20, Paryż, 9 kwietnia 1921                             | Francja, 8:3, Dublin, 8 kwietnia 1922                       | 5(14)              |        |
| 418   | Samuel McVicker       | Anglia, 3:12, Dublin, 11 lutego 1922                               | Francja, 8:3, Dublin, 8 kwietnia 1922                       | 4(0)               |        |
| 419   | Reuben Owens          | Anglia, 3:12, Dublin, 11 lutego 1922                               | Szkocja, 3:6, Inverleith, 25 lutego 1922                    | 2(0)               |        |
| 420   | Donal Sullivan        | Anglia, 3:12, Dublin, 11 lutego 1922                               | Francja, 8:3, Dublin, 8 kwietnia 1922                       | 4(0)               |        |
| 421   | Jim Wheeler           | Anglia, 3:12, Dublin, 11 lutego 1922                               | Anglia, 3:14, Belfast, 9 lutego 1924                        | 5(0)               |        |
| 422   | Joseph Clarke         | Szkocja, 3:6, Inverleith, 25 lutego 1922                           | Walia, 13:10, Cardiff, 8 marca 1924                         | 7(3)               |        |
| 423   | John Egan             | Szkocja, 3:6, Inverleith, 25 lutego 1922                           | Szkocja, 3:6, Inverleith, 25 lutego 1922                    | 1(0)               |        |
| 424   | Ivan Popham           | Szkocja, 3:6, Inverleith, 25 lutego 1922                           | Francja, 8:14, Paryż, 14 kwietnia 1923                      | 4(0)               |        |
| 425   | Henry Stephenson      | Szkocja, 3:6, Inverleith, 25 lutego 1922                           | Anglia, 6:7, Dublin, 11 lutego 1928                         | 14(12)             |        |
| 426   | Joseph Gillespie      | Walia, 5:11, Swansea, 11 marca 1922                                | Francja, 8:3, Dublin, 8 kwietnia 1922                       | 2(0)               |        |
| 427   | Joe Stewart           | Francja, 8:3, Dublin, 8 kwietnia 1922                              | Walia, 5:5, Belfast, 9 marca 1929                           | 10(0)              |        |
| 428   | Dick Collopy          | Anglia, 5:23, Leicester, 10 lutego 1923                            | Walia, 19:3, Belfast,14 marca 1925                          | 13(0)              |        |
| 429   | Dunlop Cunningham     | Anglia, 5:23, Leicester, 10 lutego 1923                            | Walia, 19:3, Belfast,14 marca 1925                          | 6(0)               |        |
| 430   | James Gardiner        | Anglia, 5:23, Leicester, 10 lutego 1923                            | Walia, 19:3, Belfast,14 marca 1925                          | 13(3)              |        |
| 431   | Robert Gray           | Anglia, 5:23, Leicester, 10 lutego 1923                            | Francja, 11:0, Belfast, 23 stycznia 1926                    | 4(0)               |        |
| 432   | William Hall          | Anglia, 5:23, Leicester, 10 lutego 1923                            | Francja, 6:0, Dublin, 26 stycznia 1924                      | 6(0)               |        |
| 433   | Finlay Jackson        | Anglia, 5:23, Leicester, 10 lutego 1923                            | Anglia, 5:23, Leicester, 10 lutego 1923                     | 1(0)               |        |
| 434   | Robert McClenahan     | Anglia, 5:23, Leicester, 10 lutego 1923                            | Walia, 5:4, Dublin, 10 marca 1923                           | 3(0)               |        |
| 435   | Jack Mahony           | Anglia, 5:23, Leicester, 10 lutego 1923                            | Anglia, 5:23, Leicester, 10 lutego 1923                     | 1(0)               |        |
| 436   | Peter Dunn            | Szkocja, 3:13, Dublin, 24 lutego 1923                              | Anglia, 5:23, Leicester, 10 lutego 1923                     | 1(0)               |        |
| 437   | Jamie Clinch          | Walia, 5:4, Dublin, 10 marca 1923                                  | Związek Południowej Afryki, 3:8, Dublin, 19 grudnia 1931    | 30(0)              |        |
| 438   | Arthur Douglas        | Francja, 8:14, Paryż, 14 kwietnia 1923                             | Szkocja, 13:5, Edynburg, 25 lutego 1928                     | 5(6)               |        |
| 439   | Alfred Atkins         | Francja, 6:0, Dublin, 26 stycznia 1924                             | Francja, 6:0, Dublin, 26 stycznia 1924                      | 1(3)               |        |
| 440   | William Collis        | Francja, 6:0, Dublin, 26 stycznia 1924                             | Francja, 11:0, Belfast, 23 stycznia 1926                    | 7(0)               |        |
| 441   | John McDowell         | Francja, 6:0, Dublin, 26 stycznia 1924                             | Nowa Zelandia, 0:6, Dublin, 1 listopada 1924                | 2(0)               |        |
| 442   | Jim McVicker          | Francja, 6:0, Dublin, 26 stycznia 1924                             | Francja, 0:5, Belfast, 25 stycznia 1930                     | 20(0)              |        |
| 443   | Ian Stuart            | Anglia, 3:14, Belfast, 9 lutego 1924                               | Szkocja, 8:13, Inverleith, 24 lutego 1924                   | 2(0)               |        |
| 444   | Frank Hewitt          | Walia, 13:10, Cardiff, 8 marca 1924                                | Walia, 19:9, Dublin, 12 marca 1927                          | 9(6)               |        |
| 445   | Tom Hewitt            | Walia, 13:10, Cardiff, 8 marca 1924                                | Walia, 8:11, 13 marca 1926                                  | 9(8)               |        |
| 446   | Norman Brand          | Nowa Zelandia, 0:6, Dublin, 1 listopada 1924                       | Nowa Zelandia, 0:6, Dublin, 1 listopada 1924                | 1(0)               |        |
| 447   | Alex Spain            | Nowa Zelandia, 0:6, Dublin, 1 listopada 1924                       | Nowa Zelandia, 0:6, Dublin, 1 listopada 1924                | 1(0)               |        |
| 448   | Mark Sugden           | Francja, 9:3, Paryż, 1 stycznia 1925                               | Walia, 3:15, Belfast, 14 marca 1931                         | 28(9)              |        |
| 449   | George Beamish        | Anglia, 6:6, Londyn, 14 lutego 1925                                | Szkocja, 8:6, Dublin, 1 kwietnia 1933                       | 25(0)              |        |
| 450   | William Browne        | Anglia, 6:6, Londyn, 14 lutego 1925                                | Szkocja, 13:5, Edynburg, 25 lutego 1928                     | 12(3)              |        |
| 451   | Standish Cagney       | Walia, 19:3, Belfast,14 marca 1925                                 | Walia, 5:5, Belfast, 9 marca 1929                           | 13(0)              |        |
| 452   | Eugene Davy           | Walia, 19:3, Belfast,14 marca 1925                                 | Anglia, 3:13, Dublin, 10 lutego 1934                        | 34(36)             |        |
| 453   | Robert Flood          | Walia, 19:3, Belfast,14 marca 1925                                 | Walia, 19:3, Belfast,14 marca 1925                          | 1(0)               |        |
| 454   | Terence Millin        | Walia, 19:3, Belfast,14 marca 1925                                 | Walia, 19:3, Belfast,14 marca 1925                          | 1(0)               |        |
| 455   | Jimmy Farrell         | Francja, 11:0, Belfast, 23 stycznia 1926                           | Walia, 12:10, Cardiff, 12 marca 1932                        | 29(0)              |        |
| 456   | Rex Hamilton          | Francja, 11:0, Belfast, 23 stycznia 1926                           | Francja, 11:0, Belfast, 23 stycznia 1926                    | 1(0)               |        |
| 457   | Joseph Neill          | Francja, 11:0, Belfast, 23 stycznia 1926                           | Francja, 11:0, Belfast, 23 stycznia 1926                    | 1(0)               |        |
| 458   | Allan Buchanan        | Anglia, 19:15, Dublin, 13 lutego 1926                              | Australia, 3:5, Dublin, 12 listopada 1927                   | 6(0)               |        |
| 459   | Charles Payne         | Anglia, 19:15, Dublin, 13 lutego 1926                              | Walia, 7:12, Swansea 8 marca 1930                           | 16(0)              |        |
| 460   | Jack Gage             | Szkocja, 3:0, Edynburg, 27 lutego 1926                             | Walia, 19:9, Dublin, 12 marca 1927                          | 4(3)               |        |
| 461   | Charles Hanrahan      | Szkocja, 3:0, Edynburg, 27 lutego 1926                             | Walia, 12:10, Cardiff, 12 marca 1932                        | 20(3)              |        |
| 462   | Maurice Atkinson      | Francja, 8:3, Paryż, 1 stycznia 1927                               | Australia, 3:5, Dublin, 12 listopada 1927                   | 2(0)               |        |
| 463   | Jim Ganly             | Francja, 8:3, Paryż, 1 stycznia 1927                               | Francja, 0:5, Belfast, 25 stycznia 1930                     | 12(24)             |        |
| 464   | Paul Murray           | Francja, 8:3, Paryż, 1 stycznia 1927                               | Szkocja, 8:6, Dublin, 1 kwietnia 1933                       | 19(33)             |        |
| 465   | Norman Ross           | Francja, 8:3, Paryż, 1 stycznia 1927                               | Anglia, 6:8, Londyn, 12 stycznia 1927                       | 2(0)               |        |
| 466   | Hugh McVicker         | Anglia, 6:8, Londyn, 12 stycznia 1927                              | Francja, 12:8, Belfast, 28 stycznia 1928                    | 5(3)               |        |
| 467   | Theodore Pike         | Anglia, 6:8, Londyn, 12 stycznia 1927                              | Walia, 13:10, Cardiff, 10 marca 1928                        | 8(3)               |        |
| 468   | Joxer Arigho          | Francja, 12:8, Belfast, 28 stycznia 1928                           | Związek Południowej Afryki, 3:8, Dublin, 19 grudnia 1931    | 16(18)             |        |
| 469   | Thomas Bramwell       | Francja, 12:8, Belfast, 28 stycznia 1928                           | Francja, 12:8, Belfast, 28 stycznia 1928                    | 1(0)               |        |
| 470   | Reginald Odbert       | Francja, 12:8, Belfast, 28 stycznia 1928                           | Francja, 12:8, Belfast, 28 stycznia 1928                    | 1(0)               |        |
| 471   | Rowland Byers         | Szkocja, 13:5, Edynburg, 25 lutego 1928                            | Walia, 5:5, Belfast, 9 marca 1929                           | 5(0)               |        |
| 472   | Jerome Mullane        | Walia, 13:10, Cardiff, 10 marca 1928                               | Francja, 6:0, Paryż, 31 grudnia 1928                        | 2(0)               |        |
| 473   | Mike Dunne            | Francja, 6:0, Paryż, 31 grudnia 1928                               | Walia, 0:13, Swansea, 10 marca 1934                         | 16(0)              |        |
| 474   | Hugh Browne           | Anglia, 6:5, Londyn, 9 lutego 1929                                 | Walia, 5:5, Belfast, 9 marca 1929                           | 3(2)               |        |
| 475   | John Synge            | Szkocja, 7:16, Dublin, 23 lutego 1929                              | Szkocja, 7:16, Dublin, 23 lutego 1929                       | 1(0)               |        |
| 476   | Morgan Crowe          | Walia, 5:5, Belfast, 9 marca 1929                                  | Anglia, 3:13, Dublin, 10 lutego 1934                        | 13(6)              |        |
| 477   | Mark Deering          | Walia, 5:5, Belfast, 9 marca 1929                                  | Walia, 5:5, Belfast, 9 marca 1929                           | 1(0)               |        |
| 478   | Claude Carroll        | Francja, 0:5, Belfast, 25 stycznia 1930                            | Francja, 0:5, Belfast, 25 stycznia 1930                     | 1(0)               |        |
| 479   | Ted Hunt              | Francja, 0:5, Belfast, 25 stycznia 1930                            | Anglia, 6:17, Londyn, 11 lutego 1933                        | 5(6)               |        |
| 480   | William McCormick     | Anglia, 4:3, Dublin, 8 lutego 1930                                 | Anglia, 4:3, Dublin, 8 lutego 1930                          | 1(0)               |        |
| 481   | Noel Murphy           | Anglia, 4:3, Dublin, 8 lutego 1930                                 | Anglia, 6:17, Londyn, 11 lutego 1933                        | 11(0)              |        |
| 482   | Henry O’Neill         | Anglia, 4:3, Dublin, 8 lutego 1930                                 | Szkocja, 8:6, Dublin, 1 kwietnia 1933                       | 6(0)               |        |
| 483   | Frederick Williamson  | Anglia, 4:3, Dublin, 8 lutego 1930                                 | Walia, 7:12, Swansea 8 marca 1930                           | 3(0)               |        |
| 484   | Ter Casey             | Szkocja, 14:11, Edynburg, 22 lutego 1930                           | Anglia, 8:11, Dublin, 13 lutego 1932                        | 2(0)               |        |
| 485   | Major Egan            | Francja, 0:3, Paryż, 1 stycznia 1931                               | Związek Południowej Afryki, 3:8, Dublin, 19 grudnia 1931    | 3(0)               |        |
| 486   | Edward Lightfoot      | Francja, 0:3, Paryż, 1 stycznia 1931                               | Szkocja, 8:6, Dublin, 1 kwietnia 1933                       | 11(9)              |        |
| 487   | Jack Russell          | Francja, 0:3, Paryż, 1 stycznia 1931                               | Szkocja, 11:4, Dublin, 27 lutego 1937                       | 19(6)              |        |
| 488   | Jack Siggins          | Francja, 0:3, Paryż, 1 stycznia 1931                               | Walia, 5:3, Belfast, 3 kwietnia 1937                        | 24(12)             |        |
| 489   | Hal Withers           | Francja, 0:3, Paryż, 1 stycznia 1931                               | Związek Południowej Afryki, 3:8, Dublin, 19 grudnia 1931    | 5(0)               |        |
| 490   | Laurence McMahon      | Anglia, 6:5, Londyn, 14 lutego 1931                                | Szkocja, 14:23, Edynburg, 26 lutego 1938                    | 12(12)             |        |
| 491   | Victor Pike           | Anglia, 6:5, Londyn, 14 lutego 1931                                | Walia, 0:13, Swansea, 10 marca 1934                         | 13(3)              |        |
| 492   | John Entrican         | Szkocja, 8:5, Dublin, 28 lutego 1931                               | Szkocja, 8:5, Dublin, 28 lutego 1931                        | 1(0)               |        |
| 493   | Dermot Morris         | Walia, 3:15, Belfast, 14 marca 1931                                | Nowa Zelandia, 9:17, Dublin, 7 grudnia 1935                 | 6(0)               |        |
| 494   | William Ross          | Anglia, 8:11, Dublin, 13 lutego 1932                               | Nowa Zelandia, 9:17, Dublin, 7 grudnia 1935                 | 9(6)               |        |
| 495   | Michael Sheehan       | Anglia, 8:11, Dublin, 13 lutego 1932                               | Anglia, 8:11, Dublin, 13 lutego 1932                        | 1(0)               |        |
| 496   | Shaun Waide           | Anglia, 8:11, Dublin, 13 lutego 1932                               | Walia, 10:5,Belfast, 11 marca 1933                          | 5(9)               |        |
| 497   | Ernest Ridgeway       | Szkocja, 20:8, Edynburg, 27 lutego 1932                            | Walia, 3:9, Belfast, 9 marca 1935                           | 5(3)               |        |
| 498   | Robin Pratt           | Anglia, 6:17, Londyn, 11 lutego 1933                               | Szkocja, 9:16, Edynburg, 24 lutego 1934                     | 5(0)               |        |
| 499   | Bobby Barnes          | Walia, 10:5,Belfast, 11 marca 1933                                 | Walia, 10:5,Belfast, 11 marca 1933                          | 1(3)               |        |
| 500   | Charles Beamish       | Walia, 10:5,Belfast, 11 marca 1933                                 | Walia, 5:11, Swansea, 12 marca 1938                         | 12(3)              |        |
| 501   | Paddy Coote           | Szkocja, 8:6, Dublin, 1 kwietnia 1933                              |                                                             |                    |        |
| 502   | Joseph O’Connor       | Szkocja, 8:6, Dublin, 1 kwietnia 1933                              |                                                             |                    |        |
| 503   | Mebs Bardon           | Anglia, 3:13, Dublin, 10 lutego 1934                               |                                                             |                    |        |
| 504   | Bob Graves            | Anglia, 3:13, Dublin, 10 lutego 1934                               |                                                             |                    |        |
| 505   | George Morgan         | Anglia, 3:13, Dublin, 10 lutego 1934                               |                                                             |                    |        |
| 506   | James Reardon         | Anglia, 3:13, Dublin, 10 lutego 1934                               |                                                             |                    |        |
| 507   | Sam Walker            | Anglia, 3:13, Dublin, 10 lutego 1934                               |                                                             |                    |        |
| 508   | Ham Lambert           | Szkocja, 9:16, Edynburg, 24 lutego 1934                            |                                                             |                    |        |
| 509   | David Lane            | Szkocja, 9:16, Edynburg, 24 lutego 1934                            |                                                             |                    |        |
| 510   | John Reid             | Szkocja, 9:16, Edynburg, 24 lutego 1934                            |                                                             |                    |        |
| 511   | Aidan Bailey          | Walia, 0:13, Swansea, 10 marca 1934                                |                                                             |                    |        |
| 512   | Daniel Langan         | Walia, 0:13, Swansea, 10 marca 1934                                |                                                             |                    |        |
| 513   | Noel McGrath          | Walia, 0:13, Swansea, 10 marca 1934                                |                                                             |                    |        |
| 514   | John Megaw            | Walia, 0:13, Swansea, 10 marca 1934                                |                                                             |                    |        |
| 515   | Philip Crowe          | Anglia, 3:14, Londyn, 9 lutego 1935                                |                                                             |                    |        |
| 516   | Seamus Deering        | Anglia, 3:14, Londyn, 9 lutego 1935                                |                                                             |                    |        |
| 517   | Patrick Lawlor        | Anglia, 3:14, Londyn, 9 lutego 1935                                |                                                             |                    |        |
| 518   | Herbert Sayers        | Anglia, 3:14, Londyn, 9 lutego 1935                                |                                                             |                    |        |
| 519   | Victor Hewitt         | Szkocja, 12:5, Dublin, 23 lutego 1935                              |                                                             |                    |        |
| 520   | Jack Doyle            | Walia, 3:9, Belfast, 9 marca 1935                                  |                                                             |                    |        |
| 521   | Vesey Boyle           | Nowa Zelandia, 9:17, Dublin, 7 grudnia 1935                        |                                                             |                    |        |
| 522   | Thomas Dunn           | Nowa Zelandia, 9:17, Dublin, 7 grudnia 1935                        |                                                             |                    |        |
| 523   | George Malcolmson     | Nowa Zelandia, 9:17, Dublin, 7 grudnia 1935                        |                                                             |                    |        |
| 524   | Clive Wallis          | Nowa Zelandia, 9:17, Dublin, 7 grudnia 1935                        |                                                             |                    |        |
| 525   | Bob Alexander         | Anglia, 6:3, Dublin, 8 lutego 1936                                 |                                                             |                    |        |
| 526   | Fred Moran            | Anglia, 6:3, Dublin, 8 lutego 1936                                 |                                                             |                    |        |
| 527   | Thomas Corken         | Anglia, 8:9, Londyn, 13 lutego 1937                                |                                                             |                    |        |
| 528   | George Cromey         | Anglia, 8:9, Londyn, 13 lutego 1937                                |                                                             |                    |        |
| 529   | Blair Mayne           | Walia, 5:3, Belfast, 3 kwietnia 1937                               |                                                             |                    |        |
| 530   | Charles Reidy         | Walia, 5:3, Belfast, 3 kwietnia 1937                               |                                                             |                    |        |
| 531   | Ted Ryan              | Walia, 5:3, Belfast, 3 kwietnia 1937                               |                                                             |                    |        |
| 532   | Maurice Daly          | Anglia, 14:36, Dublin, 12 lutego 1938                              |                                                             |                    |        |
| 533   | John Irwin            | Anglia, 14:36, Dublin, 12 lutego 1938                              |                                                             |                    |        |
| 534   | Victor Lyttle         | Anglia, 14:36, Dublin, 12 lutego 1938                              |                                                             |                    |        |
| 535   | David O’Loughlin      | Anglia, 14:36, Dublin, 12 lutego 1938                              |                                                             |                    |        |
| 536   | Ronald Craig          | Szkocja, 14:23, Edynburg, 26 lutego 1938                           |                                                             |                    |        |
| 537   | Hector Kennedy        | Szkocja, 14:23, Edynburg, 26 lutego 1938                           |                                                             |                    |        |
| 538   | Donough Tierney       | Szkocja, 14:23, Edynburg, 26 lutego 1938                           |                                                             |                    |        |
| 539   | Harry McKibbin        | Walia, 5:11, Swansea, 12 marca 1938                                |                                                             |                    |        |
| 540   | Desmond Torrens       | Walia, 5:11, Swansea, 12 marca 1938                                |                                                             |                    |        |
| 541   | Con Murphy            | Anglia, 5:0, Londyn, 11 lutego 1939                                |                                                             |                    |        |
| 542   | James Ryan            | Anglia, 5:0, Londyn, 11 lutego 1939                                |                                                             |                    |        |
| 543   | Charles Teehan        | Anglia, 5:0, Londyn, 11 lutego 1939                                |                                                             |                    |        |
| 544   | Thomas Headon         | Szkocja, 12:3, Dublin, 25 lutego 1939                              |                                                             |                    |        |
| 545   | Robert Agar           | Francja, 8:12, Dublin, 25 stycznia 1947                            |                                                             |                    |        |
| 546   | Colm Callan           | Francja, 8:12, Dublin, 25 stycznia 1947                            |                                                             |                    |        |
| 547   | Raymond Carroll       | Francja, 8:12, Dublin, 25 stycznia 1947                            |                                                             |                    |        |
| 548   | John Daly             | Francja, 8:12, Dublin, 25 stycznia 1947                            |                                                             |                    |        |
| 549   | John Harper           | Francja, 8:12, Dublin, 25 stycznia 1947                            |                                                             |                    |        |
| 550   | Donal Hingerty        | Francja, 8:12, Dublin, 25 stycznia 1947                            |                                                             |                    |        |
| 551   | Ernie Keeffe          | Francja, 8:12, Dublin, 25 stycznia 1947                            |                                                             |                    |        |
| 552   | Jackie Kyle           | Francja, 8:12, Dublin, 25 stycznia 1947                            |                                                             |                    |        |
| 553   | Bill McKay            | Francja, 8:12, Dublin, 25 stycznia 1947                            |                                                             |                    |        |
| 554   | Barney Mullan         | Francja, 8:12, Dublin, 25 stycznia 1947                            |                                                             |                    |        |
| 555   | Karl Mullen           | Francja, 8:12, Dublin, 25 stycznia 1947                            |                                                             |                    |        |
| 556   | Matthew Neely         | Francja, 8:12, Dublin, 25 stycznia 1947                            |                                                             |                    |        |
| 557   | Brendan Quinn         | Francja, 8:12, Dublin, 25 stycznia 1947                            |                                                             |                    |        |
| 558   | Kevin Quinn           | Francja, 8:12, Dublin, 25 stycznia 1947                            |                                                             |                    |        |
| 559   | Jack Monteith         | Anglia, 22:0, Dublin, 8 lutego 1947                                |                                                             |                    |        |
| 560   | Bertie O’Hanlon       | Anglia, 22:0, Dublin, 8 lutego 1947                                |                                                             |                    |        |
| 561   | Ernest Strathdee      | Anglia, 22:0, Dublin, 8 lutego 1947                                |                                                             |                    |        |
| 562   | Dudley Higgins        | Szkocja, 3:0, Edynburg, 22 lutego 1947                             |                                                             |                    |        |
| 563   | Mick Lane             | Walia, 0:6, Swansea, 29 marca 1947                                 |                                                             |                    |        |
| 564   | Jimmy Corcoran        | Australia, 3:16,Dublin, 6 grudnia 1947                             |                                                             |                    |        |
| 565   | Albert McConnell      | Australia, 3:16,Dublin, 6 grudnia 1947                             |                                                             |                    |        |
| 566   | Desmond McCourt       | Australia, 3:16,Dublin, 6 grudnia 1947                             |                                                             |                    |        |
| 567   | William McKee         | Australia, 3:16,Dublin, 6 grudnia 1947                             |                                                             |                    |        |
| 568   | Jimmy Nelson          | Australia, 3:16,Dublin, 6 grudnia 1947                             |                                                             |                    |        |
| 569   | Kevin O’Flanagan      | Australia, 3:16,Dublin, 6 grudnia 1947                             |                                                             |                    |        |
| 570   | Paddy Reid            | Australia, 3:16,Dublin, 6 grudnia 1947                             |                                                             |                    |        |
| 571   | Richard Wilkinson     | Australia, 3:16,Dublin, 6 grudnia 1947                             |                                                             |                    |        |
| 572   | Jim McCarthy          | Francja, 13:6, Paryż, 1 stycznia 1948                              |                                                             |                    |        |
| 573   | Hugh de Lacy          | Anglia, 11:10, Londyn, 14 lutego 1948                              |                                                             |                    |        |
| 574   | John Mattsson         | Anglia, 11:10, Londyn, 14 lutego 1948                              |                                                             |                    |        |
| 575   | Des O’Brien           | Anglia, 11:10, Londyn, 14 lutego 1948                              |                                                             |                    |        |
| 576   | Michael O’Flanagan    | Szkocja, 6:0, Dublin, 28 lutego 1948                               |                                                             |                    |        |
| 577   | Tom Clifford          | Francja, 9:16, Dublin, 29 stycznia 1949                            |                                                             |                    |        |
| 578   | Thomas Cullen         | Francja, 9:16, Dublin, 29 stycznia 1949                            |                                                             |                    |        |
| 579   | Tom Gavin             | Francja, 9:16, Dublin, 29 stycznia 1949                            |                                                             |                    |        |
| 580   | George Norton         | Francja, 9:16, Dublin, 29 stycznia 1949                            |                                                             |                    |        |
| 581   | Leslie Griffin        | Szkocja, 13:3, Edynburg, 26 lutego 1949                            |                                                             |                    |        |
| 582   | Noel Henderson        | Szkocja, 13:3, Edynburg, 26 lutego 1949                            |                                                             |                    |        |
| 583   | John Burges           | Francja, 3:3, Paryż, 28 stycznia 1950                              |                                                             |                    |        |
| 584   | Arthur Curtis         | Francja, 3:3, Paryż, 28 stycznia 1950                              |                                                             |                    |        |
| 585   | Des McKibbin          | Francja, 3:3, Paryż, 28 stycznia 1950                              |                                                             |                    |        |
| 586   | Louis Crowe           | Anglia, 0:3, Londyn, 11 lutego 1950                                |                                                             |                    |        |
| 587   | George Phipps         | Anglia, 0:3, Londyn, 11 lutego 1950                                |                                                             |                    |        |
| 588   | John Blayney          | Szkocja, 21:0, Dublin, 25 lutego 1950                              |                                                             |                    |        |
| 589   | Jacko Molony          | Szkocja, 21:0, Dublin, 25 lutego 1950                              |                                                             |                    |        |
| 590   | Hex Uprichard         | Szkocja, 21:0, Dublin, 25 lutego 1950                              |                                                             |                    |        |
| 591   | Richard Chambers      | Francja, 9:8, Dublin, 27 stycznia 1951                             |                                                             |                    |        |
| 592   | Cornelius Griffin     | Francja, 9:8, Dublin, 27 stycznia 1951                             |                                                             |                    |        |
| 593   | John O’Meara          | Francja, 9:8, Dublin, 27 stycznia 1951                             |                                                             |                    |        |
| 594   | John Smith            | Francja, 9:8, Dublin, 27 stycznia 1951                             |                                                             |                    |        |
| 595   | William Millar        | Anglia, 3:0, Dublin, 10 lutego 1951                                |                                                             |                    |        |
| 596   | James Brady           | Szkocja, 6:5, Edynburg, 24 lutego 1951                             |                                                             |                    |        |
| 597   | Patrick Lawlor        | Szkocja, 6:5, Edynburg, 24 lutego 1951                             |                                                             |                    |        |
| 598   | Angus McMorrow        | Walia, 3:3, Cardiff, 10 marca 1951                                 |                                                             |                    |        |
| 599   | Antony Browne         | Związek Południowej Afryki, 5:17, 8 grudnia 1951                   |                                                             |                    |        |
| 600   | John Murphy           | Związek Południowej Afryki, 5:17, 8 grudnia 1951                   |                                                             |                    |        |
| 601   | Robin Thompson        | Związek Południowej Afryki, 5:17, 8 grudnia 1951                   |                                                             |                    |        |
| 602   | John Notley           | Francja, 11:8, Paryż, 26 stycznia 1952                             |                                                             |                    |        |
| 603   | Mick Dargan           | Szkocja, 12:8, Dublin, 23 lutego 1952                              |                                                             |                    |        |
| 604   | Archie O’Leary        | Szkocja, 12:8, Dublin, 23 lutego 1952                              |                                                             |                    |        |
| 605   | Niall Bailey          | Anglia, 0:3, Londyn, 29 marca 1952                                 |                                                             |                    |        |
| 606   | Michael Hillary       | Anglia, 0:3, Londyn, 29 marca 1952                                 |                                                             |                    |        |
| 607   | Patrick Kavanagh      | Anglia, 0:3, Londyn, 29 marca 1952                                 |                                                             |                    |        |
| 608   | William O’Neill       | Anglia, 0:3, Londyn, 29 marca 1952                                 |                                                             |                    |        |
| 609   | Robin Roe             | Anglia, 0:3, Londyn, 29 marca 1952                                 |                                                             |                    |        |
| 610   | Fuzzy Anderson        | Francja, 16:3, Belfast, 24 stycznia 1953                           |                                                             |                    |        |
| 611   | William Bell          | Francja, 16:3, Belfast, 24 stycznia 1953                           |                                                             |                    |        |
| 612   | Robin Gregg           | Francja, 16:3, Belfast, 24 stycznia 1953                           |                                                             |                    |        |
| 613   | James Kavanagh        | Francja, 16:3, Belfast, 24 stycznia 1953                           |                                                             |                    |        |
| 614   | Maurice Mortell       | Francja, 16:3, Belfast, 24 stycznia 1953                           |                                                             |                    |        |
| 615   | Tom Reid              | Anglia, 9:9, Dublin, 14 lutego 1953                                |                                                             |                    |        |
| 616   | Seamus Byrne          | Szkocja, 28:16, Edynburg, 28 lutego 1953                           |                                                             |                    |        |
| 617   | Cecil Pedlow          | Walia, 3:5, Swansea, 14 marca 1953                                 |                                                             |                    |        |
| 618   | Gerard Reidy          | Walia, 3:5, Swansea, 14 marca 1953                                 |                                                             |                    |        |
| 619   | Joseph Gaston         | Nowa Zelandia, 3:14, Dublin, 9 stycznia 1954                       |                                                             |                    |        |
| 620   | William Hewitt        | Anglia 3:14, Londyn, 13 lutego 1954                                |                                                             |                    |        |
| 621   | James Murphy-O’Connor | Anglia 3:14, Londyn, 13 lutego 1954                                |                                                             |                    |        |
| 622   | Gordon Wood           | Anglia 3:14, Londyn, 13 lutego 1954                                |                                                             |                    |        |
| 623   | Robin Godfrey         | Szkocja, 6:0, Belfast, 27 lutego 1954                              |                                                             |                    |        |
| 624   | Seamus Kelly          | Szkocja, 6:0, Belfast, 27 lutego 1954                              |                                                             |                    |        |
| 625   | Patrick Berkery       | Walia, 9:12, Dublin, 13 marca 1954                                 |                                                             |                    |        |
| 626   | Herbert McCracken     | Walia, 9:12, Dublin, 13 marca 1954                                 |                                                             |                    |        |
| 627   | Marney Cunningham     | Francja, 8:14, Dublin, 22 stycznia 1955                            |                                                             |                    |        |
| 628   | William O’Connell     | Francja, 8:14, Dublin, 22 stycznia 1955                            |                                                             |                    |        |
| 629   | Patrick O’Donoghue    | Francja, 8:14, Dublin, 22 stycznia 1955                            |                                                             |                    |        |
| 630   | Tony O’Reilly         | Francja, 8:14, Dublin, 22 stycznia 1955                            |                                                             |                    |        |
| 631   | William Tector        | Francja, 8:14, Dublin, 22 stycznia 1955                            |                                                             |                    |        |
| 632   | Mick Madden           | Anglia 0:20, Dublin, 12 lutego 1955                                |                                                             |                    |        |
| 633   | Richard Roche         | Anglia 0:20, Dublin, 12 lutego 1955                                |                                                             |                    |        |
| 634   | Sean McDermott        | Szkocja 3:12, Edynburg, 26 lutego 1955                             |                                                             |                    |        |
| 635   | David MacSweeney      | Szkocja 3:12, Edynburg, 26 lutego 1955                             |                                                             |                    |        |
| 636   | George Ross           | Walia, 3:21, Cardiff, 12 marca 1955                                |                                                             |                    |        |
| 637   | Cecil Fagan           | Francja 8:14, Paryż, 28 stycznia 1956                              |                                                             |                    |        |
| 638   | Adrian Kennedy        | Francja 8:14, Paryż, 28 stycznia 1956                              |                                                             |                    |        |
| 639   | Jimmy McKelvey        | Francja 8:14, Paryż, 28 stycznia 1956                              |                                                             |                    |        |
| 640   | Andy Mulligan         | Francja 8:14, Paryż, 28 stycznia 1956                              |                                                             |                    |        |
| 641   | Sean Quinlan          | Francja 8:14, Paryż, 28 stycznia 1956                              |                                                             |                    |        |
| 642   | James Ritchie         | Francja 8:14, Paryż, 28 stycznia 1956                              |                                                             |                    |        |
| 643   | Noel Feddis           | Anglia, 0:20, Londyn, 11 lutego 1956                               |                                                             |                    |        |
| 644   | Brendan Guerin        | Szkocja, 14:10, Dublin, 25 lutego 1956                             |                                                             |                    |        |
| 645   | Charles Lydon         | Szkocja, 14:10, Dublin, 25 lutego 1956                             |                                                             |                    |        |
| 646   | Leo Lynch             | Szkocja, 14:10, Dublin, 25 lutego 1956                             |                                                             |                    |        |
| 647   | Timothy McGrath       | Walia, 11:3, Dublin, 10 marca 1956                                 |                                                             |                    |        |
| 648   | Niall Brophy          | Francja, 11:6, Dublin, 26 stycznia 1957                            |                                                             |                    |        |
| 649   | Hubert O’Connor       | Francja, 11:6, Dublin, 26 stycznia 1957                            |                                                             |                    |        |
| 650   | Patrick O’Sullivan    | Francja, 11:6, Dublin, 26 stycznia 1957                            |                                                             |                    |        |
| 651   | James Brennan         | Szkocja, 5:3, Edynburg, 23 lutego 1957                             |                                                             |                    |        |
| 652   | Ronnie Dawson         | Australia 9:6, Dublin, 18 stycznia 1958                            |                                                             |                    |        |
| 653   | James Donaldson       | Australia 9:6, Dublin, 18 stycznia 1958                            |                                                             |                    |        |
| 654   | Dave Hewitt           | Australia 9:6, Dublin, 18 stycznia 1958                            |                                                             |                    |        |
| 655   | Bill Mulcahy          | Australia 9:6, Dublin, 18 stycznia 1958                            |                                                             |                    |        |
| 656   | Noel Murphy           | Australia 9:6, Dublin, 18 stycznia 1958                            |                                                             |                    |        |
| 657   | James Stevenson       | Australia 9:6, Dublin, 18 stycznia 1958                            |                                                             |                    |        |
| 658   | Michael English       | Walia, 6:9, Dublin, 15 marca 1958                                  |                                                             |                    |        |
| 659   | Eric Brown            | Francja, 6:11, Paryż, 19 kwietnia 1958                             |                                                             |                    |        |
| 660   | Dion Glass            | Francja, 6:11, Paryż, 19 kwietnia 1958                             |                                                             |                    |        |
| 661   | Syd Millar            | Francja, 6:11, Paryż, 19 kwietnia 1958                             |                                                             |                    |        |
| 662   | Gerry Culliton        | Anglia, 0:3, Dublin, 14 lutego 1959                                |                                                             |                    |        |
| 663   | John Dooley           | Anglia, 0:3, Dublin, 14 lutego 1959                                |                                                             |                    |        |
| 664   | Kevin Flynn           | Francja, 9:5, Dublin, 18 kwietnia 1959                             |                                                             |                    |        |
| 665   | Walter Bornemann      | Anglia, 5:8, Londyn, 13 lutego 1960                                |                                                             |                    |        |
| 666   | Tom Kiernan           | Anglia, 5:8, Londyn, 13 lutego 1960                                |                                                             |                    |        |
| 667   | Barton McCallan       | Anglia, 5:8, Londyn, 13 lutego 1960                                |                                                             |                    |        |
| 668   | Jerry Walsh           | Szkocja, 5:6, Dublin, 27 lutego 1960                               |                                                             |                    |        |
| 669   | Locky Butler          | Walia, 9:10, Dublin, 12 marca 1960                                 |                                                             |                    |        |
| 670   | Paddy Costello        | Francja, 6:23, Paryż, 9 kwietnia 1960                              |                                                             |                    |        |
| 671   | William Armstrong     | Związek Południowej Afryki, 3:8, Dublin, 17 grudnia 1960           |                                                             |                    |        |
| 672   | Ronald McCarten       | Anglia, 11:8, Dublin, 11 lutego 1961                               |                                                             |                    |        |
| 673   | Jonathan Moffett      | Anglia, 11:8, Dublin, 11 lutego 1961                               |                                                             |                    |        |
| 674   | Ian Dick              | Walia, 0:9, Cardiff, 11 marca 1961                                 |                                                             |                    |        |
| 675   | Thomas Nesdale        | Francja, 3:15, Dublin, 15 kwietnia 1961                            |                                                             |                    |        |
| 676   | Dennis Scott          | Francja, 3:15, Dublin, 15 kwietnia 1961                            |                                                             |                    |        |
| 677   | Kenneth Houston       | Związek Południowej Afryki, 8:24 Cape Town, 13 maja 1961           |                                                             |                    |        |
| 678   | Jimmy Dick            | Anglia, 0:16, Londyn, 10 lutego 1962                               |                                                             |                    |        |
| 679   | Francis Gilpin        | Anglia, 0:16, Londyn, 10 lutego 1962                               |                                                             |                    |        |
| 680   | Michael Hipwell       | Anglia, 0:16, Londyn, 10 lutego 1962                               |                                                             |                    |        |
| 681   | Ray Hunter            | Anglia, 0:16, Londyn, 10 lutego 1962                               |                                                             |                    |        |
| 682   | Laurence L’Estrange   | Anglia, 0:16, Londyn, 10 lutego 1962                               |                                                             |                    |        |
| 683   | Willie-John McBride   | Anglia, 0:16, Londyn, 10 lutego 1962                               |                                                             |                    |        |
| 684   | Ray McLoughlin        | Anglia, 0:16, Londyn, 10 lutego 1962                               |                                                             |                    |        |
| 685   | John Quirke           | Anglia, 0:16, Londyn, 10 lutego 1962                               |                                                             |                    |        |
| 686   | Patrick Turley        | Anglia, 0:16, Londyn, 10 lutego 1962                               |                                                             |                    |        |
| 687   | Gerald Hardy          | Szkocja, 6:20, Dublin, 24 lutego 1962                              |                                                             |                    |        |
| 688   | Noel Byrne            | Francja, 0:11, Paryż, 14 kwietnia 1962                             |                                                             |                    |        |
| 689   | James Kelly           | Francja, 0:11, Paryż, 14 kwietnia 1962                             |                                                             |                    |        |
| 690   | Patrick Dwyer         | Walia, 3:3, Dublin 17 listopada 1962                               |                                                             |                    |        |
| 691   | Matthew Kiely         | Walia, 3:3, Dublin 17 listopada 1962                               |                                                             |                    |        |
| 692   | Michael O’Callaghan   | Walia, 3:3, Dublin 17 listopada 1962                               |                                                             |                    |        |
| 693   | Patrick Casey         | Francja 5:24, Dublin, 26 stycznia 1963                             |                                                             |                    |        |
| 694   | John Murray           | Francja 5:24, Dublin, 26 stycznia 1963                             |                                                             |                    |        |
| 695   | Eamonn McGuire        | Anglia, 0:0, Dublin, 9 lutego 1963                                 |                                                             |                    |        |
| 696   | Brian Marshall        | Anglia, 0:0, Dublin, 9 lutego 1963                                 |                                                             |                    |        |
| 697   | Alan Duggan           | Nowa Zelandia 5:6, Dublin, 7 grudnia 1963                          |                                                             |                    |        |
| 698   | John Fortune          | Nowa Zelandia 5:6, Dublin, 7 grudnia 1963                          |                                                             |                    |        |
| 699   | Mike Gibson           | Anglia, 18:5, Londyn, 8 lutego 1964                                |                                                             |                    |        |
| 700   | Fergus Keogh          | Walia, 5:16, Dublin, 7 marca 1964                                  |                                                             |                    |        |
| 701   | Paddy Lane            | Walia, 5:16, Dublin, 7 marca 1964                                  |                                                             |                    |        |
| 702   | Mick Leahy            | Walia, 5:16, Dublin, 7 marca 1964                                  |                                                             |                    |        |
| 703   | Al Moroney            | Walia, 5:16, Dublin, 7 marca 1964                                  |                                                             |                    |        |
| 704   | Mick Doyle            | Francja, 3:3, Dublin, 23 lutego 1965                               |                                                             |                    |        |
| 705   | Ken Kennedy           | Francja, 3:3, Dublin, 23 lutego 1965                               |                                                             |                    |        |
| 706   | Ronnie Lamont         | Francja, 3:3, Dublin, 23 lutego 1965                               |                                                             |                    |        |
| 707   | Sean MacHale          | Francja, 3:3, Dublin, 23 lutego 1965                               |                                                             |                    |        |
| 708   | Roger Young           | Francja, 3:3, Dublin, 23 lutego 1965                               |                                                             |                    |        |
| 709   | Paddy McGrath         | Francja, 3:3, Dublin, 23 lutego 1965                               |                                                             |                    |        |
| 710   | Henry Wall            | Szkocja, 16:6, Edynburg, 27 lutego 1965                            |                                                             |                    |        |
| 711   | Mick Molloy           | Francja, 6:11, Paryż, 29 stycznia 1966                             |                                                             |                    |        |
| 712   | Barry Bresnihan       | Anglia, 6:6, Londyn, 12 lutego 1966                                |                                                             |                    |        |
| 713   | Aidan Brady           | Szkocja, 3:11, Dublin, 26 lutego 1966                              |                                                             |                    |        |
| 714   | Oliver Waldron        | Szkocja, 3:11, Dublin, 26 lutego 1966                              |                                                             |                    |        |
| 715   | Ken Goodall           | Australia, 15:8, Dublin, 21 stycznia 1967                          |                                                             |                    |        |
| 716   | Philo O’Callaghan     | Australia, 15:8, Dublin, 21 stycznia 1967                          |                                                             |                    |        |
| 717   | Harold Rea            | Australia, 15:8, Dublin, 21 stycznia 1967                          |                                                             |                    |        |
| 718   | Brendan Sherry        | Australia, 15:8, Dublin, 21 stycznia 1967                          |                                                             |                    |        |
| 719   | Robert Scott          | Anglia, 3:8, Dublin, 11 lutego 1967                                |                                                             |                    |        |
| 720   | Sam Hutton            | Szkocja, 5:3, Edynburg, 25 lutego 1967                             |                                                             |                    |        |
| 721   | Terry Moore           | Australia, 11:5, Sydney, 13 maja 1967                              |                                                             |                    |        |
| 722   | Billy McCombe         | Francja 6:16, Paryż, 27 stycznia 1968                              |                                                             |                    |        |
| 723   | Brian O’Brien         | Francja 6:16, Paryż, 27 stycznia 1968                              |                                                             |                    |        |
| 724   | Thomas Doyle          | Anglia, 9:9, Londyn, 10 lutego 1968                                |                                                             |                    |        |
| 725   | Laurence Hunter       | Walia, 9:6, Dublin, 9 marca 1968                                   |                                                             |                    |        |
| 726   | John Moroney          | Walia, 9:6, Dublin, 9 marca 1968                                   |                                                             |                    |        |
| 727   | Jim Tydings           | Australia, 10:3, Dublin, 26 października 1968                      |                                                             |                    |        |
| 728   | James Davidson        | Francja, 17:9, Dublin, 25 stycznia 1969                            |                                                             |                    |        |
| 729   | Barry McGann          | Francja, 17:9, Dublin, 25 stycznia 1969                            |                                                             |                    |        |
| 730   | Colin Grimshaw        | Anglia, 17:15, Dublin, 8 lutego 1969                               |                                                             |                    |        |
| 731   | William Brown         | Republika Południowej Afryki, 8:8, 10 stycznia 1970                |                                                             |                    |        |
| 732   | Eric Campbell         | Republika Południowej Afryki, 8:8, 10 stycznia 1970                |                                                             |                    |        |
| 733   | Fergus Slattery       | Republika Południowej Afryki, 8:8, 10 stycznia 1970                |                                                             |                    |        |
| 734   | Edwin Grant           | Francja, 9:9, Dublin, 30 stycznia 1971                             |                                                             |                    |        |
| 735   | Denis Hickie          | Francja, 9:9, Dublin, 30 stycznia 1971                             |                                                             |                    |        |
| 736   | Sean Lynch            | Francja, 9:9, Dublin, 30 stycznia 1971                             |                                                             |                    |        |
| 737   | Barry O’Driscoll      | Francja, 9:9, Dublin, 30 stycznia 1971                             |                                                             |                    |        |
| 738   | Con Feighery          | Francja, 14:9, Paryż, 29 stycznia 1972                             |                                                             |                    |        |
| 739   | Tom Grace             | Francja, 14:9, Paryż, 29 stycznia 1972                             |                                                             |                    |        |
| 740   | Stewart McKinney      | Francja, 14:9, Paryż, 29 stycznia 1972                             |                                                             |                    |        |
| 741   | Arthur McMaster       | Francja, 14:9, Paryż, 29 stycznia 1972                             |                                                             |                    |        |
| 742   | John Moloney          | Francja, 14:9, Paryż, 29 stycznia 1972                             |                                                             |                    |        |
| 743   | Kevin Mays            | Nowa Zelandia, 10:10, Dublin, 20 stycznia 1973                     |                                                             |                    |        |
| 744   | James Buckley         | Anglia, 18:9, Dublin, 10 lutego 1973                               |                                                             |                    |        |
| 745   | Richard Milliken      | Anglia, 18:9, Dublin, 10 lutego 1973                               |                                                             |                    |        |
| 746   | Anthony Ensor         | Walia, 12:16, Cardiff, 10 marca 1973                               |                                                             |                    |        |
| 747   | Roger Clegg           | Francja 6:4, Dublin, 14 kwietnia 1973                              |                                                             |                    |        |
| 748   | Seamus Dennison       | Francja 6:4, Dublin, 14 kwietnia 1973                              |                                                             |                    |        |
| 749   | Michael Quinn         | Francja 6:4, Dublin, 14 kwietnia 1973                              |                                                             |                    |        |
| 750   | Vincent Becker        | Francja 6:9, Paryż, 19 stycznia 1974                               |                                                             |                    |        |
| 751   | Moss Keane            | Francja 6:9, Paryż, 19 stycznia 1974                               |                                                             |                    |        |
| 752   | Patrick Agnew         | Francja 6:9, Paryż, 19 stycznia 1974                               |                                                             |                    |        |
| 753   | Shay Deering          | Walia, 9:9, Dublin, 2 lutego 1974                                  |                                                             |                    |        |
| 754   | Patrick Lavery        | Walia, 9:9, Dublin, 2 lutego 1974                                  |                                                             |                    |        |
| 755   | Alan Doherty          | Pres XV, 18:18 Dublin, 7 sierpnia 1974                             |                                                             |                    |        |
| 756   | James Crowe           | Nowa Zelandia, 6:15, Dublin, 23 listopada 1974                     |                                                             |                    |        |
| 757   | Pat Parfrey           | Nowa Zelandia, 6:15, Dublin, 23 listopada 1974                     |                                                             |                    |        |
| 758   | Willie Duggan         | Anglia, 12:9, Dublin, 18 stycznia 1975                             |                                                             |                    |        |
| 759   | Pa Whelan             | Anglia, 12:9, Dublin, 18 stycznia 1975                             |                                                             |                    |        |
| 760   | Michael Sherry        | Francja, 25:6, Dublin, 1 marca 1975                                |                                                             |                    |        |
| 761   | Ollie Campbell        | Australia, 10:20, Dublin, 17 stycznia 1976                         |                                                             |                    |        |
| 762   | John Cantrell         | Australia, 10:20, Dublin, 17 stycznia 1976                         |                                                             |                    |        |
| 763   | Ian McIlrath          | Australia, 10:20, Dublin, 17 stycznia 1976                         |                                                             |                    |        |
| 764   | Phelim McLoughlin     | Australia, 10:20, Dublin, 17 stycznia 1976                         |                                                             |                    |        |
| 765   | John Robbie           | Australia, 10:20, Dublin, 17 stycznia 1976                         |                                                             |                    |        |
| 766   | Brendan Foley         | Francja, 3:26, Paryż, 7 lutego 1976                                |                                                             |                    |        |
| 767   | Phil Orr              | Francja, 3:26, Paryż, 7 lutego 1976                                |                                                             |                    |        |
| 768   | Donal Canniffe        | Walia, 9:34, Dublin, 21 lutego 1976                                |                                                             |                    |        |
| 769   | Ronald Hakin          | Walia, 9:34, Dublin, 21 lutego 1976                                |                                                             |                    |        |
| 770   | Lawrence Moloney      | Walia, 9:34, Dublin, 21 lutego 1976                                |                                                             |                    |        |
| 771   | Stephen Blake-Knox    | Anglia, 13:12, Londyn, 6 marca 1976                                |                                                             |                    |        |
| 772   | Joseph Brady          | Anglia, 13:12, Londyn, 6 marca 1976                                |                                                             |                    |        |
| 773   | Harold Steele         | Anglia, 13:12, Londyn, 6 marca 1976                                |                                                             |                    |        |
| 774   | Christopher McKibbin  | Szkocja, 15:6, Dublin, 20 marca 1976                               |                                                             |                    |        |
| 775   | Jimmy Bowen           | Walia, 9:25, Cardiff, 15 stycznia 1977                             |                                                             |                    |        |
| 776   | Thomas Feighery       | Walia, 9:25, Cardiff, 15 stycznia 1977                             |                                                             |                    |        |
| 777   | Robbie McGrath        | Walia, 9:25, Cardiff, 15 stycznia 1977                             |                                                             |                    |        |
| 778   | Alistair McKibbin     | Walia, 9:25, Cardiff, 15 stycznia 1977                             |                                                             |                    |        |
| 779   | Frank Wilson          | Walia, 9:25, Cardiff, 15 stycznia 1977                             |                                                             |                    |        |
| 780   | Ned Byrne             | Szkocja, 18:21, Edynburg, 19 lutego 1977                           |                                                             |                    |        |
| 781   | Charles Murtagh       | Szkocja, 18:21, Edynburg, 19 lutego 1977                           |                                                             |                    |        |
| 782   | Raymond Finn          | Francja, 6:15, Dublin, 19 marca 1977                               |                                                             |                    |        |
| 783   | Freddie McLennan      | Francja, 6:15, Dublin, 19 marca 1977                               |                                                             |                    |        |
| 784   | Mick Fitzpatrick      | Szkocja, 12:9, Dublin, 21 stycznia 1978                            |                                                             |                    |        |
| 785   | Paul McNaughton       | Szkocja, 12:9, Dublin, 21 stycznia 1978                            |                                                             |                    |        |
| 786   | John O’Driscoll       | Szkocja, 12:9, Dublin, 21 stycznia 1978                            |                                                             |                    |        |
| 787   | Donal Spring          | Szkocja, 12:9, Dublin, 21 stycznia 1978                            |                                                             |                    |        |
| 788   | Tony Ward             | Szkocja, 12:9, Dublin, 21 stycznia 1978                            |                                                             |                    |        |
| 789   | Terry Kennedy         | Nowa Zelandia 6:10, Dublin, 4 listopada 1978                       |                                                             |                    |        |
| 790   | Colin Patterson       | Nowa Zelandia 6:10, Dublin, 4 listopada 1978                       |                                                             |                    |        |
| 791   | Michael Gibson        | Francja 9:9, Dublin, 20 stycznia 1979                              |                                                             |                    |        |
| 792   | Ginger McLoughlin     | Francja 9:9, Dublin, 20 stycznia 1979                              |                                                             |                    |        |
| 793   | Dick Spring           | Francja 9:9, Dublin, 20 stycznia 1979                              |                                                             |                    |        |
| 794   | Colm Tucker           | Francja 9:9, Dublin, 20 stycznia 1979                              |                                                             |                    |        |
| 795   | Moss Finn             | Anglia 12:7, Dublin, 17 lutego 1979                                |                                                             |                    |        |
| 796   | Ron Elliott           | Szkocja 11:11, Edynburg, 3 marca 1979                              |                                                             |                    |        |
| 797   | Ciaran Fitzgerald     | Australia 27:12, Brisbane, 3 czerwca 1979                          |                                                             |                    |        |
| 798   | Rodney O’Donnell      | Australia 27:12, Brisbane, 3 czerwca 1979                          |                                                             |                    |        |
| 799   | Frank Ennis           | Australia 27:12, Brisbane, 3 czerwca 1979                          |                                                             |                    |        |
| 800   | James Glennon         | Anglia, 9:24, Londyn, 19 stycznia 1980                             |                                                             |                    |        |
| 801   | Kevin O’Brien         | Anglia, 9:24, Londyn, 19 stycznia 1980                             |                                                             |                    |        |
| 802   | Ian Burns             | Anglia, 9:24, Londyn, 19 stycznia 1980                             |                                                             |                    |        |
| 803   | David Irwin           | Francja, 18:19, Paryż, 1 marca 1980                                |                                                             |                    |        |
| 804   | Hugo MacNeill         | Francja, 13:19, Dublin, 7 lutego 1981                              |                                                             |                    |        |
| 805   | Francis Quinn         | Francja, 13:19, Dublin, 7 lutego 1981                              |                                                             |                    |        |
| 806   | Kenneth Hooks         | Szkocja, 9:10, Edynburg, 21 marca 1981                             |                                                             |                    |        |
| 807   | Paul Dean             | Republika Południowej Afryki, 19:23, Cape Town, 30 maja 1981       |                                                             |                    |        |
| 808   | Jerry Holland         | Republika Południowej Afryki, 19:23, Cape Town, 30 maja 1981       |                                                             |                    |        |
| 809   | John Murphy           | Republika Południowej Afryki, 19:23, Cape Town, 30 maja 1981       |                                                             |                    |        |
| 810   | John Hewitt           | Republika Południowej Afryki, 19:23, Cape Town, 30 maja 1981       |                                                             |                    |        |
| 811   | Donal Lenihan         | Australia, 12:6, Dublin, 21 listopada 1981                         |                                                             |                    |        |
| 812   | Trevor Ringland       | Australia, 12:6, Dublin, 21 listopada 1981                         |                                                             |                    |        |
| 813   | Michael Kiernan       | Walia, 20:12, Dublin, 23 stycznia 1982                             |                                                             |                    |        |
| 814   | Keith Crossan         | Walia, 20:12, Dublin, 23 stycznia 1982                             |                                                             |                    |        |
| 815   | Ronan Kearney         | Francja 9:22, Paryż, 20 marca 1982                                 |                                                             |                    |        |
| 816   | Rory Moroney          | Francja 12:25, Paryż, 21 stycznia 1984                             |                                                             |                    |        |
| 817   | William Duncan        | Walia, 9:18, Dublin, 4 lutego 1984                                 |                                                             |                    |        |
| 818   | JJ McCoy              | Walia, 9:18, Dublin, 4 lutego 1984                                 |                                                             |                    |        |
| 819   | Harry Harbison        | Walia, 9:18, Dublin, 4 lutego 1984                                 |                                                             |                    |        |
| 820   | Tony Doyle            | Anglia 9:12, Londyn, 18 lutego 1984                                |                                                             |                    |        |
| 821   | Des Fitzgerald        | Anglia 9:12, Londyn, 18 lutego 1984                                |                                                             |                    |        |
| 822   | Derek McGrath         | Szkocja 9:32, Dublin, 3 marca 1984                                 |                                                             |                    |        |
| 823   | Hugh Condon           | Szkocja 9:32, Dublin, 3 marca 1984                                 |                                                             |                    |        |
| 824   | Willie Anderson       | Australia 9:16, Dublin, 10 listopada 1984                          |                                                             |                    |        |
| 825   | Michael Bradley       | Australia 9:16, Dublin, 10 listopada 1984                          |                                                             |                    |        |
| 826   | Philip Matthews       | Australia 9:16, Dublin, 10 listopada 1984                          |                                                             |                    |        |
| 827   | Brendan Mullin        | Australia 9:16, Dublin, 10 listopada 1984                          |                                                             |                    |        |
| 828   | William Sexton        | Australia 9:16, Dublin, 10 listopada 1984                          |                                                             |                    |        |
| 829   | Nigel Carr            | Szkocja 18:15, Edynburg, 2 lutego 1985                             |                                                             |                    |        |
| 830   | Brian Spillane        | Szkocja 18:15, Edynburg, 2 lutego 1985                             |                                                             |                    |        |
| 831   | Brian McCall          | Francja, 15:15, Dublin, 2 marca 1985                               |                                                             |                    |        |
| 832   | Robert Morrow         | Francja, 9:29, Paryż, 1 lutego 1986                                |                                                             |                    |        |
| 833   | Paul Kennedy          | Walia, 12:19, Dublin, 15 lutego 1986                               |                                                             |                    |        |
| 834   | Ralph Keyes           | Anglia 20:25, Londyn, 1 marca 1986                                 |                                                             |                    |        |
| 835   | Terry Kingston        | Walia, 6:13, Wellington, 25 maja 1987                              |                                                             |                    |        |
| 836   | Paul Collins          | Kanada, 46:19, Dunedin, 30 maja 1987                               |                                                             |                    |        |
| 837   | John McDonald         | Kanada, 46:19, Dunedin, 30 maja 1987                               |                                                             |                    |        |
| 838   | Neil Francis          | Tonga, 32:9, Brisbane, 3 czerwca 1987                              |                                                             |                    |        |
| 839   | Job Langbroek         | Tonga, 32:9, Brisbane, 3 czerwca 1987                              |                                                             |                    |        |
| 840   | Phil Danaher          | Szkocja, 22:18, Dublin, 16 stycznia 1988                           |                                                             |                    |        |
| 841   | John Fitzgerald       | Szkocja, 22:18, Dublin, 16 stycznia 1988                           |                                                             |                    |        |
| 842   | Don Whittle           | Francja, 6:25, Paryż, 20 lutego 1988                               |                                                             |                    |        |
| 843   | Tom Clancy            | Walia, 9:12, Dublin, 5 marca 1988                                  |                                                             |                    |        |
| 844   | Denis McBride         | Walia, 9:12, Dublin, 5 marca 1988                                  |                                                             |                    |        |
| 845   | Michael Moylett       | Anglia, 3:35, Londyn, 19 marca 1988                                |                                                             |                    |        |
| 846   | Fergus Aherne         | Anglia, 10:21, Dublin, 23 kwietnia 1988                            |                                                             |                    |        |
| 847   | Vince Cunningham      | Anglia, 10:21, Dublin, 23 kwietnia 1988                            |                                                             |                    |        |
| 848   | John Sexton           | Anglia, 10:21, Dublin, 23 kwietnia 1988                            |                                                             |                    |        |
| 849   | Steve Smith           | Anglia, 10:21, Dublin, 23 kwietnia 1988                            |                                                             |                    |        |
| 850   | Noel Mannion          | Samoa, 49:22, Dublin, 29 października 1988                         |                                                             |                    |        |
| 851   | Pat O’Hara            | Samoa, 49:22, Dublin, 29 października 1988                         |                                                             |                    |        |
| 852   | Fergus Dunlea         | Walia, 19:13, Cardiff, 4 lutego 1989                               |                                                             |                    |        |
| 853   | Paul Haycock          | Anglia, 3:16, Dublin, 18 lutego 1989                               |                                                             |                    |        |
| 854   | Nick Popplewell       | Nowa Zelandia, 3:29, Dublin, 18 listopada 1989                     |                                                             |                    |        |
| 855   | Philip Rainey         | Nowa Zelandia, 3:29, Dublin, 18 listopada 1989                     |                                                             |                    |        |
| 856   | Brian Smith           | Nowa Zelandia, 3:29, Dublin, 18 listopada 1989                     |                                                             |                    |        |
| 857   | Gary Halpin           | Anglia, 0:23, Londyn, 20 stycznia 1990                             |                                                             |                    |        |
| 858   | Kenny Murphy          | Anglia, 0:23, Londyn, 20 stycznia 1990                             |                                                             |                    |        |
| 859   | Peter Russell         | Anglia, 0:23, Londyn, 20 stycznia 1990                             |                                                             |                    |        |
| 860   | Paddy Johns           | Argentyna, 20:18, Dublin, 27 października 1990                     |                                                             |                    |        |
| 861   | Philip Lawlor         | Argentyna, 20:18, Dublin, 27 października 1990                     |                                                             |                    |        |
| 862   | Alain Rolland         | Argentyna, 20:18, Dublin, 27 października 1990                     |                                                             |                    |        |
| 863   | Mick Galwey           | Francja 13:21, Dublin, 2 lutego 1991                               |                                                             |                    |        |
| 864   | Simon Geoghegan       | Francja 13:21, Dublin, 2 lutego 1991                               |                                                             |                    |        |
| 865   | Gordon Hamilton       | Francja 13:21, Dublin, 2 lutego 1991                               |                                                             |                    |        |
| 866   | Brian Rigney          | Francja 13:21, Dublin, 2 lutego 1991                               |                                                             |                    |        |
| 867   | Brian Robinson        | Francja 13:21, Dublin, 2 lutego 1991                               |                                                             |                    |        |
| 868   | Rob Saunders          | Francja 13:21, Dublin, 2 lutego 1991                               |                                                             |                    |        |
| 869   | Jack Clarke           | Walia, 21:21, Cardiff, 16 lutego 1991                              |                                                             |                    |        |
| 870   | David Curtis          | Walia, 21:21, Cardiff, 16 lutego 1991                              |                                                             |                    |        |
| 871   | Jim Staples           | Walia, 21:21, Cardiff, 16 lutego 1991                              |                                                             |                    |        |
| 872   | Richard Wallace       | Namibia, 6:15, Windhoek, 20 lipca 1991                             |                                                             |                    |        |
| 873   | Nicky Barry           | Namibia, 15:26, Windhoek, 27 lipca 1991                            |                                                             |                    |        |
| 874   | Michael Fitzgibbon    | Walia, 15:16, Dublin, 18 lutego 1992                               |                                                             |                    |        |
| 875   | Paul Hogan            | Francja 12:44, Paryż, 21 marca 1992                                |                                                             |                    |        |
| 876   | Derek McAleese        | Francja 12:44, Paryż, 21 marca 1992                                |                                                             |                    |        |
| 877   | Ronald Carey          | Nowa Zelandia 21:24, Dunedin, 30 maja 1992                         |                                                             |                    |        |
| 878   | Neville Furlong       | Nowa Zelandia 21:24, Dunedin, 30 maja 1992                         |                                                             |                    |        |
| 879   | Kelvin Leahy          | Nowa Zelandia 21:24, Dunedin, 30 maja 1992                         |                                                             |                    |        |
| 880   | Paul McCarthy         | Nowa Zelandia 21:24, Dunedin, 30 maja 1992                         |                                                             |                    |        |
| 881   | Mark McCall           | Nowa Zelandia 21:24, Dunedin, 30 maja 1992                         |                                                             |                    |        |
| 882   | Paddy Kenny           | Nowa Zelandia 6:59, Wellington, 6 czerwca 1992                     |                                                             |                    |        |
| 883   | John Murphy           | Australia 17:42, Dublin, 30 listopada 1992                         |                                                             |                    |        |
| 884   | Richard Costello      | Szkocja, 3:15, Edynburg, 16 stycznia 1993                          |                                                             |                    |        |
| 885   | Niall Malone          | Szkocja, 3:15, Edynburg, 16 stycznia 1993                          |                                                             |                    |        |
| 886   | Colin Wilkinson       | Szkocja, 3:15, Edynburg, 16 stycznia 1993                          |                                                             |                    |        |
| 887   | Ciaran Clarke         | Francja 6:21, Dublin, 20 lutego 1993                               |                                                             |                    |        |
| 888   | Peter Clohessy        | Francja 6:21, Dublin, 20 lutego 1993                               |                                                             |                    |        |
| 889   | Brian Glennon         | Francja 6:21, Dublin, 20 lutego 1993                               |                                                             |                    |        |
| 890   | Eric Elwood           | Walia, 19:14, Cardiff, 6 marca 1993                                |                                                             |                    |        |
| 891   | Conor O’Shea          | Rumunia, 25:3, Dublin, 13 listopada 1993                           |                                                             |                    |        |
| 892   | Ken O’Connell         | Francja 15:35, Paryż, 15 stycznia 1994                             |                                                             |                    |        |
| 893   | Maurice Field         | Anglia, 13:12, Londyn, 19 lutego 1994                              |                                                             |                    |        |
| 894   | Jonathan Bell         | Australia, 13:33, Brisbane, 5 czerwca 1994                         |                                                             |                    |        |
| 895   | David Corkery         | Australia, 13:33, Brisbane, 5 czerwca 1994                         |                                                             |                    |        |
| 896   | Keith Wood            | Australia, 13:33, Brisbane, 5 czerwca 1994                         |                                                             |                    |        |
| 897   | Niall Woods           | Australia, 13:33, Brisbane, 5 czerwca 1994                         |                                                             |                    |        |
| 898   | Gabriel Fulcher       | Australia, 18:32, Sydney, 11 czerwca 1994                          |                                                             |                    |        |
| 899   | Alan McGowan          | Stany Zjednoczone, 26:15, Dublin, 5 listopada 1994                 |                                                             |                    |        |
| 900   | Paul Burke            | Anglia, 8:20, Dublin, 21 stycznia 1995                             |                                                             |                    |        |
| 901   | Anthony Foley         | Anglia, 8:20, Dublin, 21 stycznia 1995                             |                                                             |                    |        |
| 902   | Niall Hogan           | Anglia, 8:20, Dublin, 21 stycznia 1995                             |                                                             |                    |        |
| 903   | Ben Cronin            | Szkocja, 13:26, Edynburg, 4 lutego 1995                            |                                                             |                    |        |
| 904   | Eddie Halvey          | Francja, 7:25, Dublin, 4 marca 1995                                |                                                             |                    |        |
| 905   | Davy Tweed            | Francja, 7:25, Dublin, 4 marca 1995                                |                                                             |                    |        |
| 906   | David O’Mahony        | Włochy, 12:22, Treviso, 6 maja 1995                                |                                                             |                    |        |
| 907   | Darragh O’Mahony      | Włochy, 12:22, Treviso, 6 maja 1995                                |                                                             |                    |        |
| 908   | Paul Wallace          | Japonia, 50:28, Bloemfontein, 31 maja 1995                         |                                                             |                    |        |
| 909   | Jeremy Davidson       | Fidżi, 44:8, Dublin, 18 listopada 1995                             |                                                             |                    |        |
| 910   | Chris Saverimutto     | Fidżi, 44:8, Dublin, 18 listopada 1995                             |                                                             |                    |        |
| 911   | Allen Clarke          | Fidżi, 44:8, Dublin, 18 listopada 1995                             |                                                             |                    |        |
| 912   | Henry Hurley          | Fidżi, 44:8, Dublin, 18 listopada 1995                             |                                                             |                    |        |
| 913   | Sean McCahill         | Fidżi, 44:8, Dublin, 18 listopada 1995                             |                                                             |                    |        |
| 914   | Victor Costello       | Stany Zjednoczone, 25:18, Atlanta, 6 stycznia 1996                 |                                                             |                    |        |
| 915   | Kurt McQuilkin        | Stany Zjednoczone, 25:18, Atlanta, 6 stycznia 1996                 |                                                             |                    |        |
| 916   | David Humphreys       | Francja, 10:45, Paryż, 17 lutego 1996                              |                                                             |                    |        |
| 917   | Simon Mason           | Walia, 30:17, Dublin, 2 marca 1996                                 |                                                             |                    |        |
| 918   | Rob Henderson         | Samoa, 25:40, Dublin, 12 listopada 1996                            |                                                             |                    |        |
| 919   | James Topping         | Samoa, 25:40, Dublin, 12 listopada 1996                            |                                                             |                    |        |
| 920   | Dominic Crotty        | Australia, 12:22, Dublin, 23 listopada 1996                        |                                                             |                    |        |
| 921   | Stephen McIvor        | Australia, 12:22, Dublin, 23 listopada 1996                        |                                                             |                    |        |
| 922   | Eric Miller           | Włochy, 27:39, Dublin, 4 stycznia 1997                             |                                                             |                    |        |
| 923   | Paul Flavin           | Francja, 15:32, Dublin, 18 stycznia 1997                           |                                                             |                    |        |
| 924   | Denis Hickie          | Walia, 26:25, Cardiff, 1 stycznia 1997                             |                                                             |                    |        |
| 925   | Ross Nesdale          | Walia, 26:25, Cardiff, 1 stycznia 1997                             |                                                             |                    |        |
| 926   | Brian O’Meara         | Anglia, 6:36, Dublin, 15 lutego 1997                               |                                                             |                    |        |
| 927   | Kieron Dawson         | Nowa Zelandia 15:63, Dublin, 15 listopada 1997                     |                                                             |                    |        |
| 928   | Conor McGuinness      | Nowa Zelandia 15:63, Dublin, 15 listopada 1997                     |                                                             |                    |        |
| 929   | John McWeeney         | Nowa Zelandia 15:63, Dublin, 15 listopada 1997                     |                                                             |                    |        |
| 930   | Kevin Nowlan          | Nowa Zelandia 15:63, Dublin, 15 listopada 1997                     |                                                             |                    |        |
| 931   | Malcolm O’Kelly       | Nowa Zelandia 15:63, Dublin, 15 listopada 1997                     |                                                             |                    |        |
| 932   | David Erskine         | Nowa Zelandia 15:63, Dublin, 15 listopada 1997                     |                                                             |                    |        |
| 933   | Kevin Maggs           | Nowa Zelandia 15:63, Dublin, 15 listopada 1997                     |                                                             |                    |        |
| 934   | Reggie Corrigan       | Kanada, 33:11, Dublin, 30 listopada 1997                           |                                                             |                    |        |
| 935   | Dylan O’Grady         | Włochy, 22:37, Bolonia, 20 grudnia 1997                            |                                                             |                    |        |
| 936   | Andy Ward             | Francja, 16:18, Paryż, 7 marca 1998                                |                                                             |                    |        |
| 937   | Killian Keane         | Anglia, 17:35, Londyn, 4 kwietnia 1998                             |                                                             |                    |        |
| 938   | Justin Bishop         | Republika Południowej Afryki, 13:37, Bloemfontein, 13 czerwca 1998 |                                                             |                    |        |
| 939   | Justin Fitzpatrick    | Republika Południowej Afryki, 13:37, Bloemfontein, 13 czerwca 1998 |                                                             |                    |        |
| 940   | Dion O’Cuinneagain    | Republika Południowej Afryki, 13:37, Bloemfontein, 13 czerwca 1998 |                                                             |                    |        |
| 941   | Trevor Brennan        | Republika Południowej Afryki, 13:37, Bloemfontein, 13 czerwca 1998 |                                                             |                    |        |
| 942   | Pat Duignan           | Gruzja, 70:0, Dublin, 14 listopada 1998                            |                                                             |                    |        |
| 943   | Girvan Dempsey        | Gruzja, 70:0, Dublin, 14 listopada 1998                            |                                                             |                    |        |
| 944   | Cieran Scally         | Gruzja, 70:0, Dublin, 14 listopada 1998                            |                                                             |                    |        |
| 945   | Matt Mostyn           | Australia, 10:46, Brisbane, 12 Jun 1999                            |                                                             |                    |        |
| 946   | Brian O’Driscoll      | Australia, 10:46, Brisbane, 12 Jun 1999                            |                                                             |                    |        |
| 947   | Tom Tierney           | Australia, 10:46, Brisbane, 12 Jun 1999                            |                                                             |                    |        |
| 948   | Mike Mullins          | Argentyna, 32:24, Dublin, 28 sierpnia 1999                         |                                                             |                    |        |
| 949   | Bob Casey             | Australia, 3:23, Dublin, 10 października 1999                      |                                                             |                    |        |
| 950   | Gordon D’Arcy         | Rumunia, 44:14, Dublin, 15 października 1999                       |                                                             |                    |        |
| 951   | Angus McKeen          | Rumunia, 44:14, Dublin, 15 października 1999                       |                                                             |                    |        |
| 952   | Alan Quinlan          | Rumunia, 44:14, Dublin, 15 października 1999                       |                                                             |                    |        |
| 953   | Simon Easterby        | Szkocja, 44:22, Dublin, 19 lutego 2000                             |                                                             |                    |        |
| 954   | John Hayes            | Szkocja, 44:22, Dublin, 19 lutego 2000                             |                                                             |                    |        |
| 955   | Shane Horgan          | Szkocja, 44:22, Dublin, 19 lutego 2000                             |                                                             |                    |        |
| 956   | Ronan O’Gara          | Szkocja, 44:22, Dublin, 19 lutego 2000                             |                                                             |                    |        |
| 957   | Peter Stringer        | Szkocja, 44:22, Dublin, 19 lutego 2000                             |                                                             |                    |        |
| 958   | Peter McKenna         | Argentyna, 23:34, Buenos Aires, 3 czerwca 2000                     |                                                             |                    |        |
| 959   | David Wallace         | Argentyna, 23:34, Buenos Aires, 3 czerwca 2000                     |                                                             |                    |        |
| 960   | Guy Easterby          | Stany Zjednoczone, 83:3, Manchester, 10 czerwca 2000               |                                                             |                    |        |
| 961   | Tyrone Howe           | Stany Zjednoczone, 83:3, Manchester, 10 czerwca 2000               |                                                             |                    |        |
| 962   | Geordan Murphy        | Stany Zjednoczone, 83:3, Manchester, 10 czerwca 2000               |                                                             |                    |        |
| 963   | Marcus Horan          | Stany Zjednoczone, 83:3, Manchester, 10 czerwca 2000               |                                                             |                    |        |
| 964   | Frank Sheahan         | Stany Zjednoczone, 83:3, Manchester, 10 czerwca 2000               |                                                             |                    |        |
| 965   | Gary Longwell         | Japonia, 78:9, Dublin, 11 listopada 2000                           |                                                             |                    |        |
| 966   | Emmet Byrne           | Włochy 41:22, Rzym, 3 lutego 2001                                  |                                                             |                    |        |
| 967   | Shane Byrne           | Rumunia, 37:3, Bucharest, 2 czerwca 2001                           |                                                             |                    |        |
| 968   | Mick O’Driscoll       | Rumunia, 37:3, Bucharest, 2 czerwca 2001                           |                                                             |                    |        |
| 969   | Jeremy Staunton       | Samoa, 35:8, Dublin, 11 listopada 2001                             |                                                             |                    |        |
| 970   | Paul O’Connell        | Walia, 54:10, Dublin, 3 lutego 2002                                |                                                             |                    |        |
| 971   | Keith Gleeson         | Walia, 54:10, Dublin, 3 lutego 2002                                |                                                             |                    |        |
| 972   | John Kelly            | Włochy, 32:17, Dublin, 23 marca 2002                               |                                                             |                    |        |
| 973   | Leo Cullen            | Nowa Zelandia, 8:40, Auckland, 22 czerwca 2002                     |                                                             |                    |        |
| 974   | Donncha O’Callaghan   | Walia, 25:24, Cardiff, 22 marca 2003                               |                                                             |                    |        |
| 975   | Mark McHugh           | Tonga, 40:19, Nuku A'lofa, 14 czerwca 2003                         |                                                             |                    |        |
| 976   | Simon Best            | Tonga, 40:19, Nuku A'lofa, 14 czerwca 2003                         |                                                             |                    |        |
| 977   | Anthony Horgan        | Samoa Apia, 40:14, 20 czerwca 2003                                 |                                                             |                    |        |
| 978   | Aidan McCullen        | Samoa Apia, 40:14, 20 czerwca 2003                                 |                                                             |                    |        |
| 979   | Paul Shields          | Samoa Apia, 40:14, 20 czerwca 2003                                 |                                                             |                    |        |
| 980   | Gavin Duffy           | Republika Południowej Afryki, 17:26, Cape Town, 19 czerwca 2004    |                                                             |                    |        |
| 981   | Johnny O’Connor       | Republika Południowej Afryki, 17:12, Dublin, 13 listopada 2004     |                                                             |                    |        |
| 982   | Tommy Bowe            | Stany Zjednoczone, 55:6, Dublin, 20 listopada 2004                 |                                                             |                    |        |
| 983   | Denis Leamy           | Stany Zjednoczone, 55:6, Dublin, 20 listopada 2004                 |                                                             |                    |        |
| 984   | Matt McCullough       | Japonia, 44:12, Osaka, 12 czerwca 2005                             |                                                             |                    |        |
| 985   | Roger Wilson          | Japonia, 44:12, Osaka, 12 czerwca 2005                             |                                                             |                    |        |
| 986   | Kieran Campbell       | Japonia, 44:12, Osaka, 12 czerwca 2005                             |                                                             |                    |        |
| 987   | Trevor Hogan          | Japonia, 44:12, Osaka, 12 czerwca 2005                             |                                                             |                    |        |
| 988   | Bernard Jackman       | Japonia, 44:12, Osaka, 12 czerwca 2005                             |                                                             |                    |        |
| 989   | David Quinlan         | Japonia, 44:12, Osaka, 12 czerwca 2005                             |                                                             |                    |        |
| 990   | Kieran Lewis          | Japonia, 47:18, Tokio, 19 czerwca 2005                             |                                                             |                    |        |
| 991   | Neil Best             | Nowa Zelandia, 7:45, Dublin, 12 listopada 2005                     |                                                             |                    |        |
| 992   | Rory Best             | Nowa Zelandia, 7:45, Dublin, 12 listopada 2005                     |                                                             |                    |        |
| 993   | Andrew Trimble        | Australia, 14:30, Dublin, 19 listopada 2005                        |                                                             |                    |        |
| 994   | Jerry Flannery        | Rumunia, 44:12, Dublin, 26 listopada 2005                          |                                                             |                    |        |
| 995   | Eoin Reddan           | Francja, 31:42, Paryż, 11 lutego 2006                              |                                                             |                    |        |
| 996   | Isaac Boss            | Nowa Zelandia, 17:27, Auckland, 17 czerwca 2006                    |                                                             |                    |        |
| 997   | Bryan Young           | Nowa Zelandia, 17:27, Auckland, 17 czerwca 2006                    |                                                             |                    |        |
| 998   | Paddy Wallace         | Republika Południowej Afryki, 32:15, Dublin, 11 listopada 2006     |                                                             |                    |        |
| 999   | Stephen Ferris        | Wyspy Pacyfiku, 61:17, Dublin, 26 listopada 2006                   |                                                             |                    |        |
| 1000  | Luke Fitzgerald       | Wyspy Pacyfiku, 61:17, Dublin, 26 listopada 2006                   |                                                             |                    |        |
| 1001  | Jamie Heaslip         | Wyspy Pacyfiku, 61:17, Dublin, 26 listopada 2006                   |                                                             |                    |        |
| 1002  | Brian Carney          | Argentyna, 20:22, Santa Fe, 26 maja 2007                           |                                                             |                    |        |
| 1003  | Tony Buckley          | Argentyna, 20:22, Santa Fe, 26 maja 2007                           |                                                             |                    |        |
| 1004  | Barry Murphy          | Argentyna, 20:22, Santa Fe, 26 maja 2007                           |                                                             |                    |        |
| 1005  | Tomás O’Leary         | Argentyna, 20:22, Santa Fe, 26 maja 2007                           |                                                             |                    |        |
| 1006  | Shane Jennings        | Argentyna, 0:16, Buenos Aires, 2 czerwca 2007                      |                                                             |                    |        |
| 1007  | Rob Kearney           | Argentyna, 0:16, Buenos Aires, 2 czerwca 2007                      |                                                             |                    |        |
| 1008  | Keith Earls           | Kanada 55:0, Limerick, 8 listopada 2008                            |                                                             |                    |        |
| 1009  | Donnacha Ryan         | Argentyna, 17:3, Croke, 22 listopada 2008                          |                                                             |                    |        |
| 1010  | Tom Court             | Włochy, 38:9, Rzym, 15 lutego 2009                                 |                                                             |                    |        |
| 1011  | Darren Cave           | Kanada, 25:6, Vancouver, 23 maja 2009                              |                                                             |                    |        |
| 1012  | Ian Dowling           | Kanada, 25:6, Vancouver, 23 maja 2009                              |                                                             |                    |        |
| 1013  | Ian Keatley           | Kanada, 25:6, Vancouver, 23 maja 2009                              |                                                             |                    |        |
| 1014  | John Muldoon          | Kanada, 25:6, Vancouver, 23 maja 2009                              |                                                             |                    |        |
| 1015  | Niall Ronan           | Kanada, 25:6, Vancouver, 23 maja 2009                              |                                                             |                    |        |
| 1016  | Ian Whitten           | Kanada, 25:6, Vancouver, 23 maja 2009                              |                                                             |                    |        |
| 1017  | Ryan Caldwell         | Kanada, 25:6, Vancouver, 23 maja 2009                              |                                                             |                    |        |
| 1018  | Mike Ross             | Kanada, 25:6, Vancouver, 23 maja 2009                              |                                                             |                    |        |
| 1019  | Denis Hurley          | Stany Zjednoczone, 27:10, Santa Clara, 31 maja 2009                |                                                             |                    |        |
| 1020  | Cian Healy            | Australia, 20:20, Croke, 15 listopada 2009                         |                                                             |                    |        |
| 1021  | Jonathan Sexton       | Fidżi, 41:6, Dublin, 21 listopada 2009                             |                                                             |                    |        |
| 1022  | Sean Cronin           | Fidżi, 41:6, Dublin, 21 listopada 2009                             |                                                             |                    |        |
| 1023  | Seán O’Brien          | Fidżi, 41:6, Dublin, 21 listopada 2009                             |                                                             |                    |        |
| 1024  | Kevin McLaughlin      | Włochy, 29:11, Croke, 6 lutego 2010                                |                                                             |                    |        |
| 1025  | John Fogarty          | Nowa Zelandia, 28:66, New Plymouth, 12 czerwca 2010                |                                                             |                    |        |
| 1026  | Dan Tuohy             | Nowa Zelandia, 28:66, New Plymouth, 12 czerwca 2010                |                                                             |                    |        |
| 1027  | Chris Henry           | Australia, 15:22, Brisbane, 26 czerwca 2010                        |                                                             |                    |        |
| 1028  | Rhys Ruddock          | Australia, 15:22, Brisbane, 26 czerwca 2010                        |                                                             |                    |        |
| 1029  | Damien Varley         | Australia, 15:22, Brisbane, 26 czerwca 2010                        |                                                             |                    |        |
| 1030  | Devin Toner           | Samoa, 20:10, Dublin, 13 listopada 2010                            |                                                             |                    |        |
| 1031  | Fergus McFadden       | Włochy, 13:11, Rzym, 5 lutego 2011                                 |                                                             |                    |        |
| 1032  | Mike McCarthy         | Szkocja, 6:10, Edynburg, 6 sierpnia 2011                           |                                                             |                    |        |
| 1033  | Felix Jones           | Szkocja, 6:10, Edynburg, 6 sierpnia 2011                           |                                                             |                    |        |
| 1034  | Conor Murray          | Francja, 12:19, Bordeaux, 13 sierpnia 2011                         |                                                             |                    |        |
| 1035  | Peter O’Mahony        | Włochy, 42:10, Dublin, 25 lutego 2012                              |                                                             |                    |        |
| 1036  | Declan Fitzpatrick    | Nowa Zelandia, 10:42, Auckland, 9 czerwca 2012                     |                                                             |                    |        |
| 1037  | Simon Zebo            | Nowa Zelandia, 10:42, Auckland, 9 czerwca 2012                     |                                                             |                    |        |
| 1038  | Ronan Loughney        | Nowa Zelandia, 10:42, Auckland, 9 czerwca 2012                     |                                                             |                    |        |
| 1039  | Richardt Strauss      | Republika Południowej Afryki, 12:16, Dublin, 10 listopada 2012     |                                                             |                    |        |
| 1040  | Michael Bent          | Republika Południowej Afryki, 12:16, Dublin, 10 listopada 2012     |                                                             |                    |        |
| 1041  | Iain Henderson        | Republika Południowej Afryki, 12:16, Dublin, 10 listopada 2012     |                                                             |                    |        |
| 1042  | Dave Kilcoyne         | Republika Południowej Afryki, 12:16, Dublin, 10 listopada 2012     |                                                             |                    |        |
| 1043  | Craig Gilroy          | Argentyna, 46:24, Dublin, 24 listopada 2012                        |                                                             |                    |        |
| 1044  | Paddy Jackson         | Szkocja, 8:12, Edynburg, 24 lutego 2013                            |                                                             |                    |        |
| 1045  | Luke Marshall         | Szkocja, 8:12, Edynburg, 24 lutego 2013                            |                                                             |                    |        |
| 1046  | Ian Madigan           | Francja, 13:13, Dublin, 9 marca 2013                               |                                                             |                    |        |
| 1047  | Stephen Archer        | Włochy, 15:22, Rzym, 13 marca 2013                                 |                                                             |                    |        |
| 1048  | Paul Marshall         | Włochy, 15:22, Rzym, 13 marca 2013                                 |                                                             |                    |        |